# Jeruzsálem óvárosa
Jeruzsálem óvárosa (héber: הָעִיר הָעַתִּיקָה, Ha'Ir Ha'Atika; arab: البلدة القديمة, al-Baldé al-Kadimah) egy 0,9 négyzetkilométernyi, fallal körülvett terület Jeruzsálem keleti részén.
Több kulcsfontosságú vallási helyszínnek ad otthont:
- a zsidók szent helyeinek: a Templom-hegynek és a Nyugati Falnak,
- a keresztények szent helyének: a Szent Sír-bazilikának,
- a muszlimok szent helyeinek: a Sziklamecsetnek, az el-Aksza-mecsetnek és a Templom-hegy más építményeinek.

A városfalakkal együtt az óvárost 1981-ben felvették az UNESCO kulturális világörökségének listájára.
Az óvárost I. Szulejmán szultán fala veszi körül. A középkor óta keresztény, zsidó, örmény és muszlim negyedre oszlik.

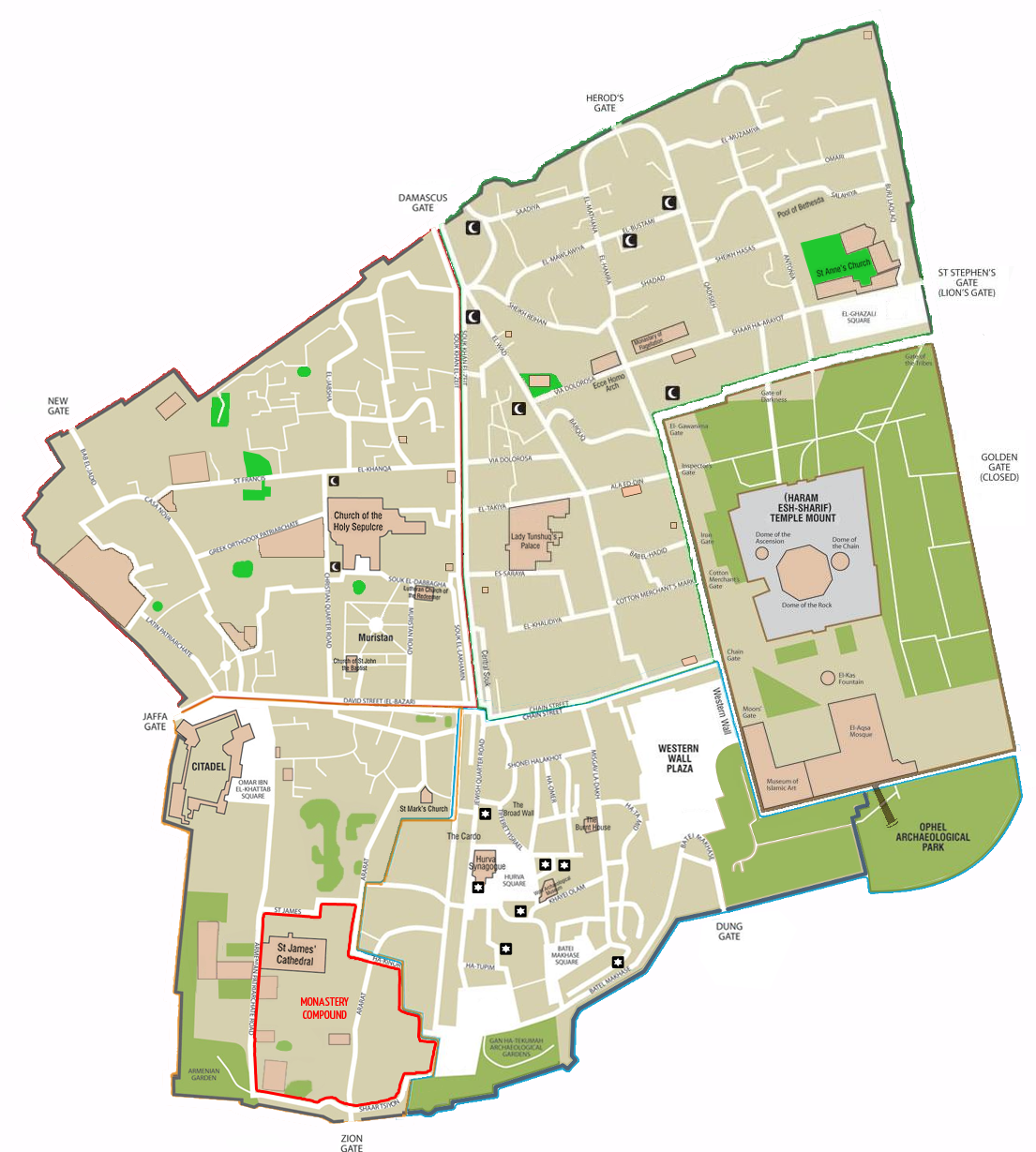
Az óváros (angol nyelvű)

## A városfalak
Jeruzsálem körül feltehetőleg először a kánaániták, majd Dávid király emeltetett falakat, de utóbbi az ún. Dávid városát fogta körül a mai óvárostól délre. Amikor Dávid fia, Salamon felépíttette az első templomot a dombtetőre, – amely közvetlenül a város fölé emelkedett (későbbi Templom-hegy), – kiterjesztette a városfalat a templom védelmére is.
A város a falakkal együtt Kr. e. 587-586-ban II. Nabú-kudurri-uszur ostroma alatt elpusztult. Később, Babilon elfoglalása után II. Kurus perzsa király Kr. e. 538-ban engedélyezte a zsidók visszatérését és a város újraépítését.
A történelem során még többször pusztították el és építették újra a várost, a városfalakkal együtt. 
Amikor a 16. század elején az oszmán-törökök elfoglalták a területet, I. Szulejmán újraépítette az addig romos városfalakat. Ekkor nyerte el az óváros a jelenlegi szerkezetét. 

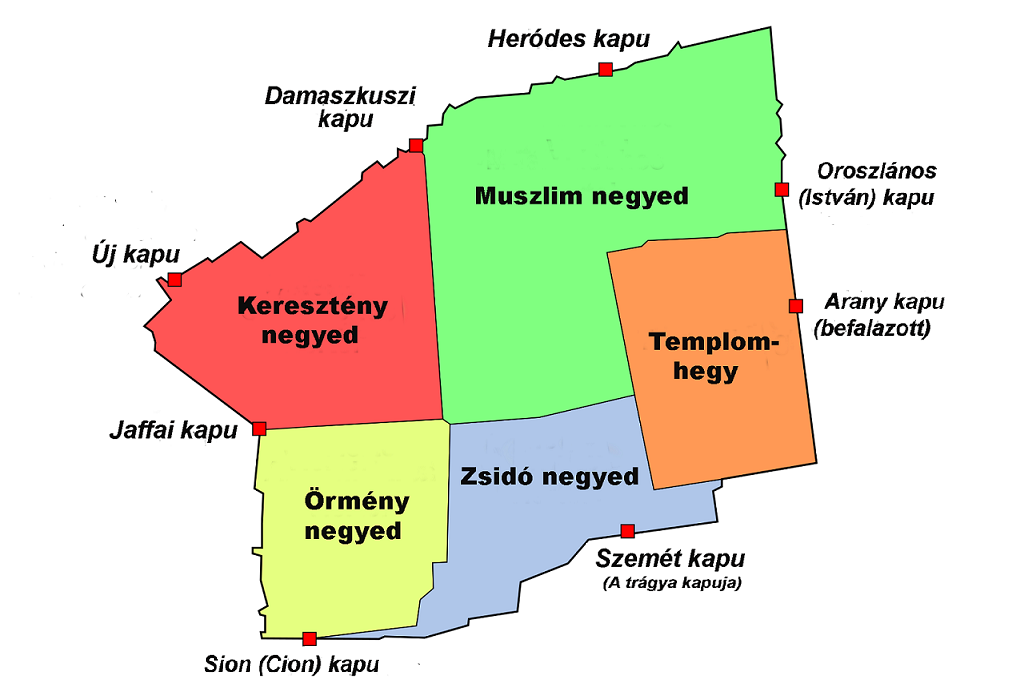
Jeruzsálem óvárosának negyedei és kapui

A mai fal teljes hossza 4018 méter, átlagos magassága 12 méter, vastagsága 2,5 m. Negyvenhárom bástya védte, ma hét átjáró kapuja van. A fal által körülhatárolt terület 85 hektár, ebből a Mórijá-hegy (Templom-hegy) 14 hektár.

## Városkapuk
Új kapu (השער החדש)
Az óváros északnyugati sarkán épült kapu a keresztény negyed és a Notre-Dame de Frane-kolostor között könnyítette az átjárást. 1889-ben nyitották meg, a kolostor és a Ferences-rendi szerzetesek kérésére.
Damaszkuszi kapu (שער שכם)
Az óváros legnagyobb és legszebb kapuja. Itt kezdődött a damaszkuszi út. Az arabok nábluszi kapunak is hívják. Felirata szerint a kapu építésére II. Szulejmán szultán adott parancsot a 17. században, a korábbi romjain. Az eredeti, heródesi stílusú kaput 135-ben a Hadrianus Aelia Capitolina követte.
Heródes kapu (שער הפרחים)
A Heródes (vagy Virág) kaput Heródes királyról nevezték el, illetve a homlokzata miatt hívják így. A kapun át az arab (muszlim) negyedbe és a Via dolorosára jutunk.
Oroszlános kapu (שער האריות)
Az Oroszlános (vagy István) kaput a városfal keleti részén nyitották, az Olajfák hegye felé a 16. században. Nevét a kapufélfákat díszítő két oroszlánról kapta. A keresztények Szt. István kapunak hívják, a hagyomány szerint ugyanis e kapu közelében kövezték meg az első keresztény mártírt, István diakónust.
Arany kapu (שער הרחמים) (befalazott)

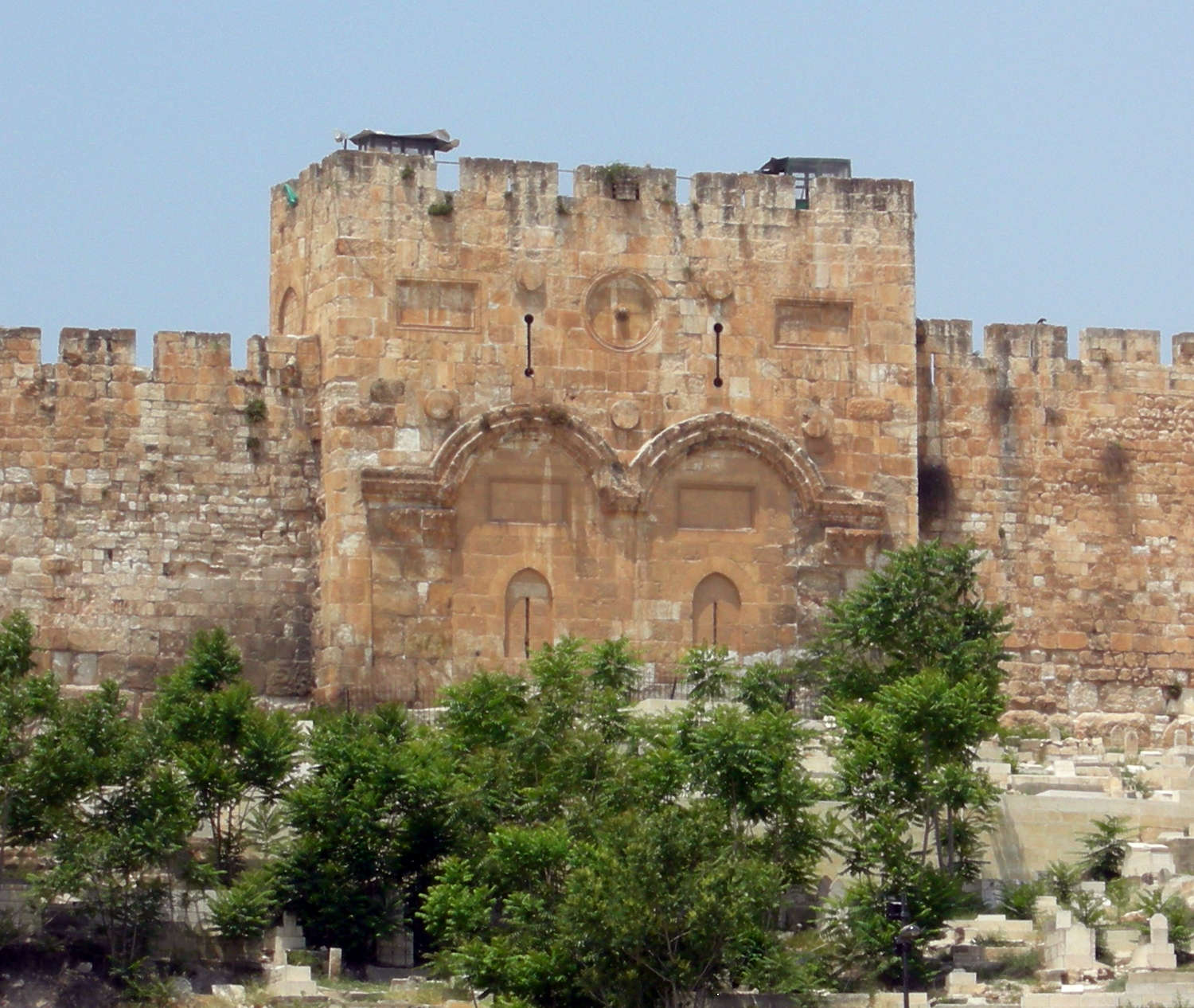
A befalazott Arany kapu a Templom-hegy keleti oldalán

Az Arany (vagy Irgalom) kapu a Morijá-hegy keleti falában levő, a Kidron-patak völgyére és az Olajfák hegyére néző kapu. A szentély eredeti keleti kapujának a helyén áll. A keresztény hagyomány szerint Jézus e kapun át ment Jeruzsálembe tanítványaival Virágvasárnapkor. 
A kapu kettős ívű nyílását Szaladin egyiptomi szultán falaztatta be, amikor 1187-ben elfoglalta Jeruzsálemet.
Szemét kapu (שער האשפות)
A mai örmény negyed déli kapuját, – amely a Trágya kapuja néven is ismert – már Nehémiás tartományi helytartó (Kr. e. 5. sz.) is említi. Itt vitték ki a város hulladékát a Gé-Hinnom (Gyehenna-) völgybe elégetésre.
Sion (Cion) kapu (שער ציון)
A városfal délnyugati kapuja a zsidó negyedből biztosít átjárást a Cion-hegyre, ezért Zsidó kapunak is nevezik. A 16. században emelték, a nyílása fölötti tábla építtetőjét, Szulejmán szultánt dicséri. Az arabok Dávid kapunak hívják, a közelben levő sírról, amelyről úgy tartják, hogy Dávid királyé. A kapu körül a jordániak és az izraeliek 20. századi összecsapásainak nyomai láthatók.
Jaffai kapu (שער יפו)
1536-ban a fallal együtt épült. 1869-ben I. Ferenc József császár látogatásakor építették ki a Jáfót Jeruzsálemmel összekötő utat eddig a kapuig.
Az óváros falának egyes részein végig lehet sétálni, és gyönyörködni a jeruzsálemi panorámában. A sétányra Jaffai kapu melletti lépcsőkön juthatunk fel.

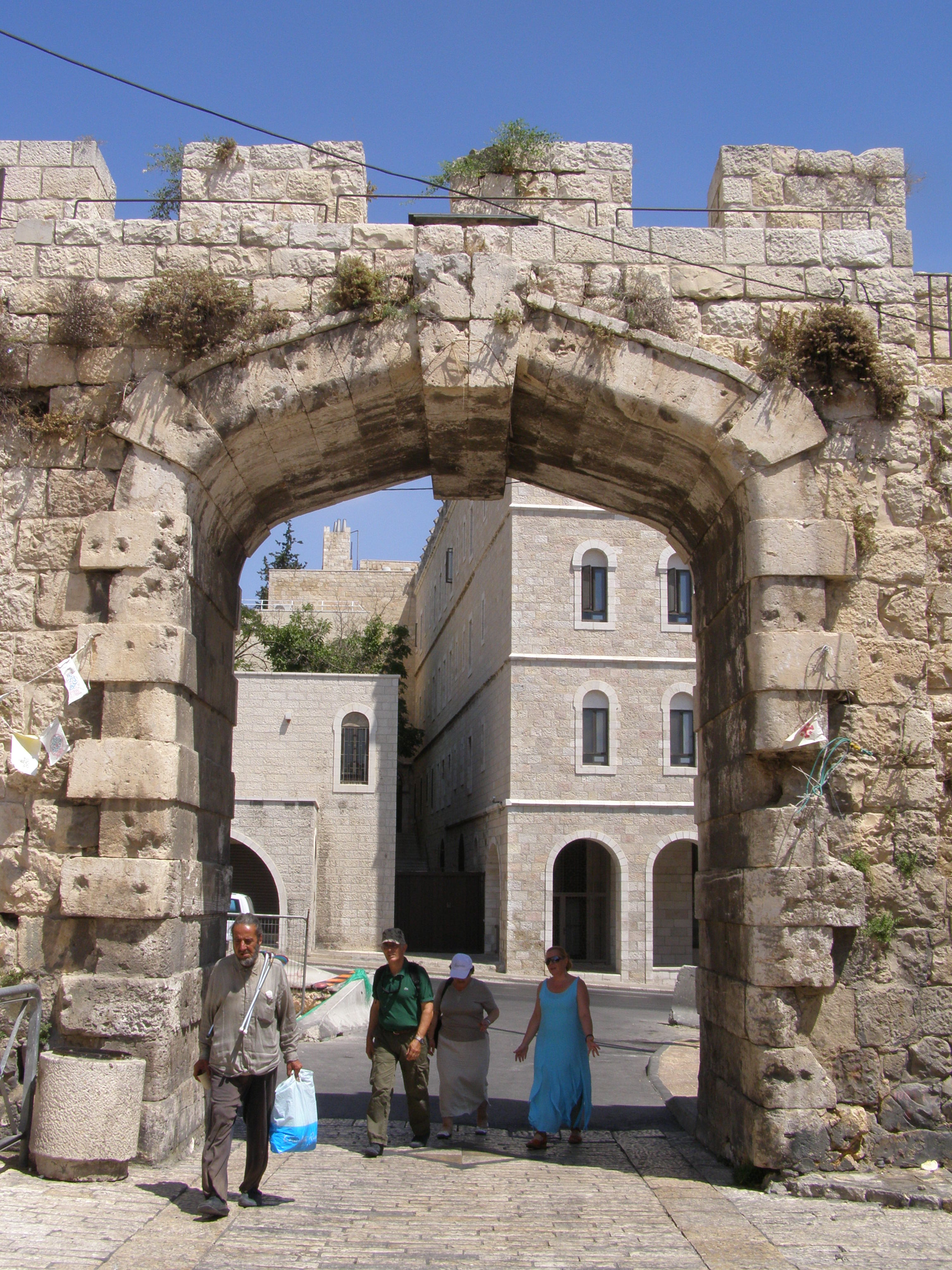
Új kapu
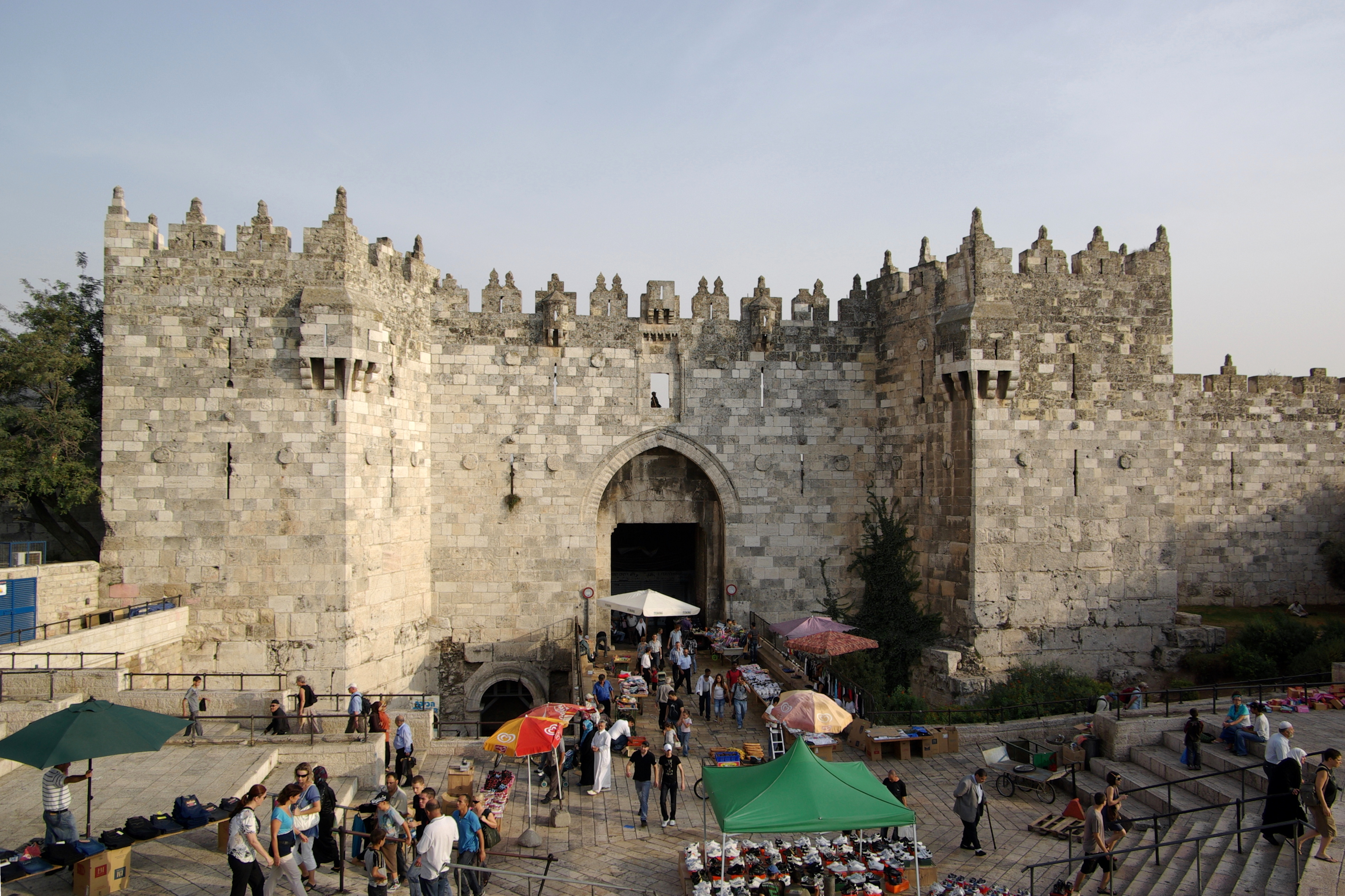
Damaszkuszi kapu
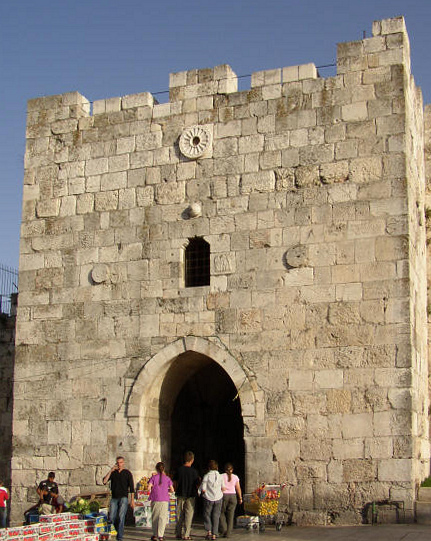
Heródes-kapu
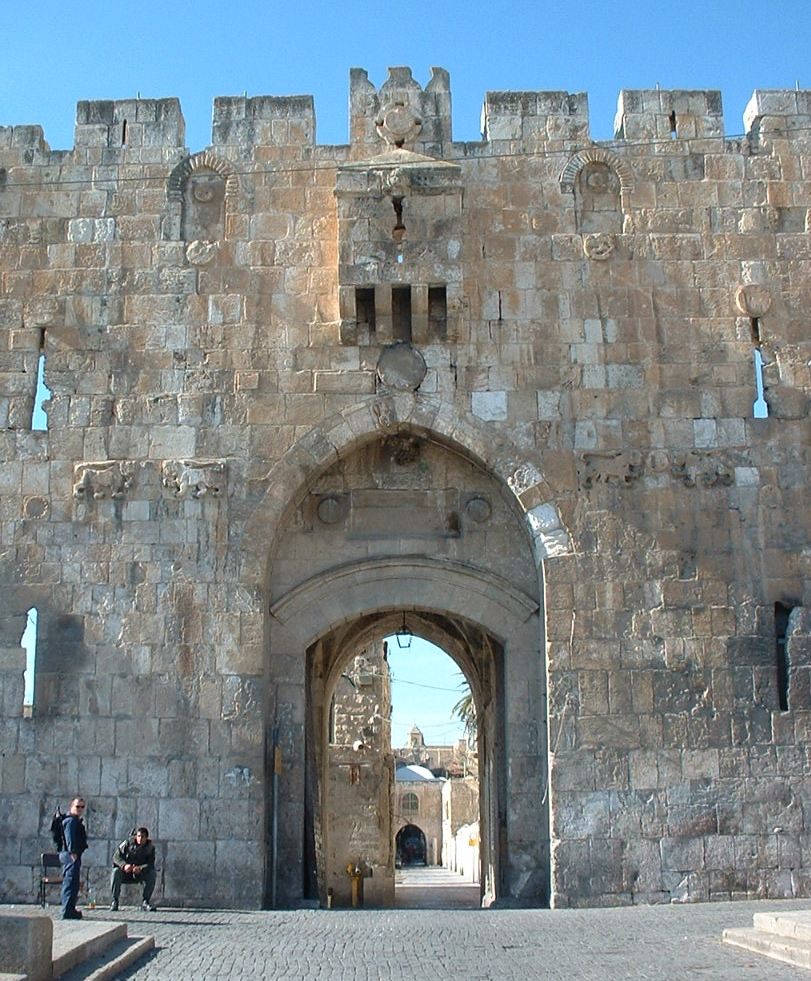
Oroszlános kapu
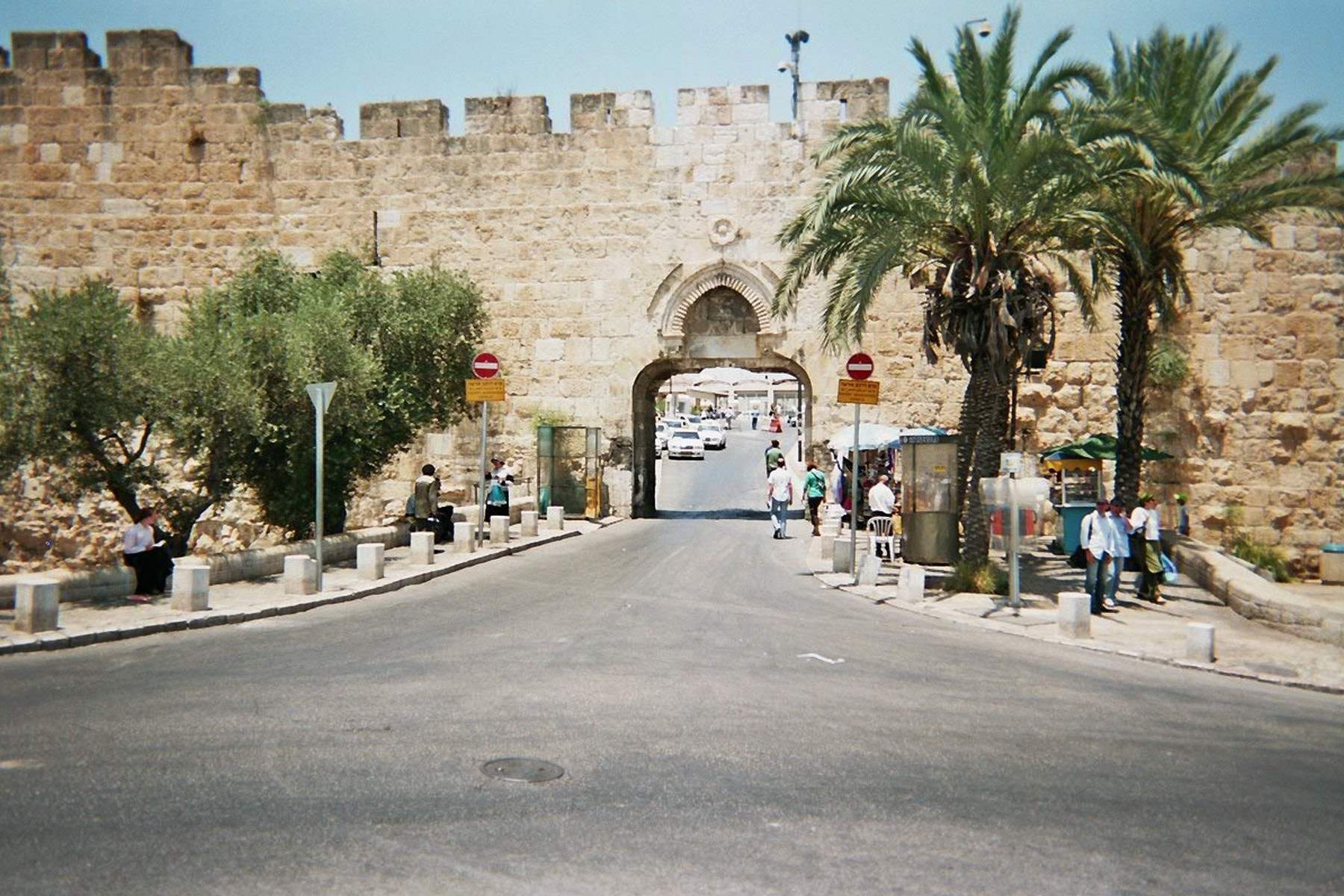
Szemét kapu
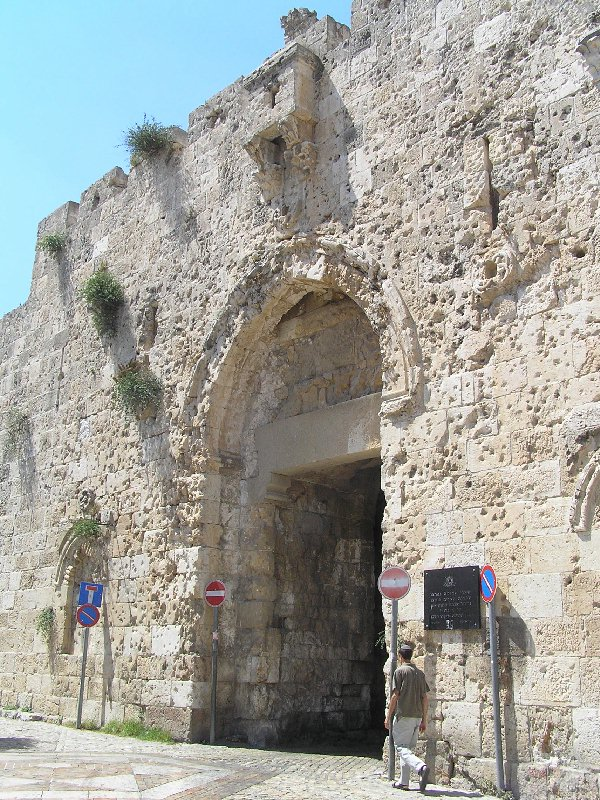
Sion kapu
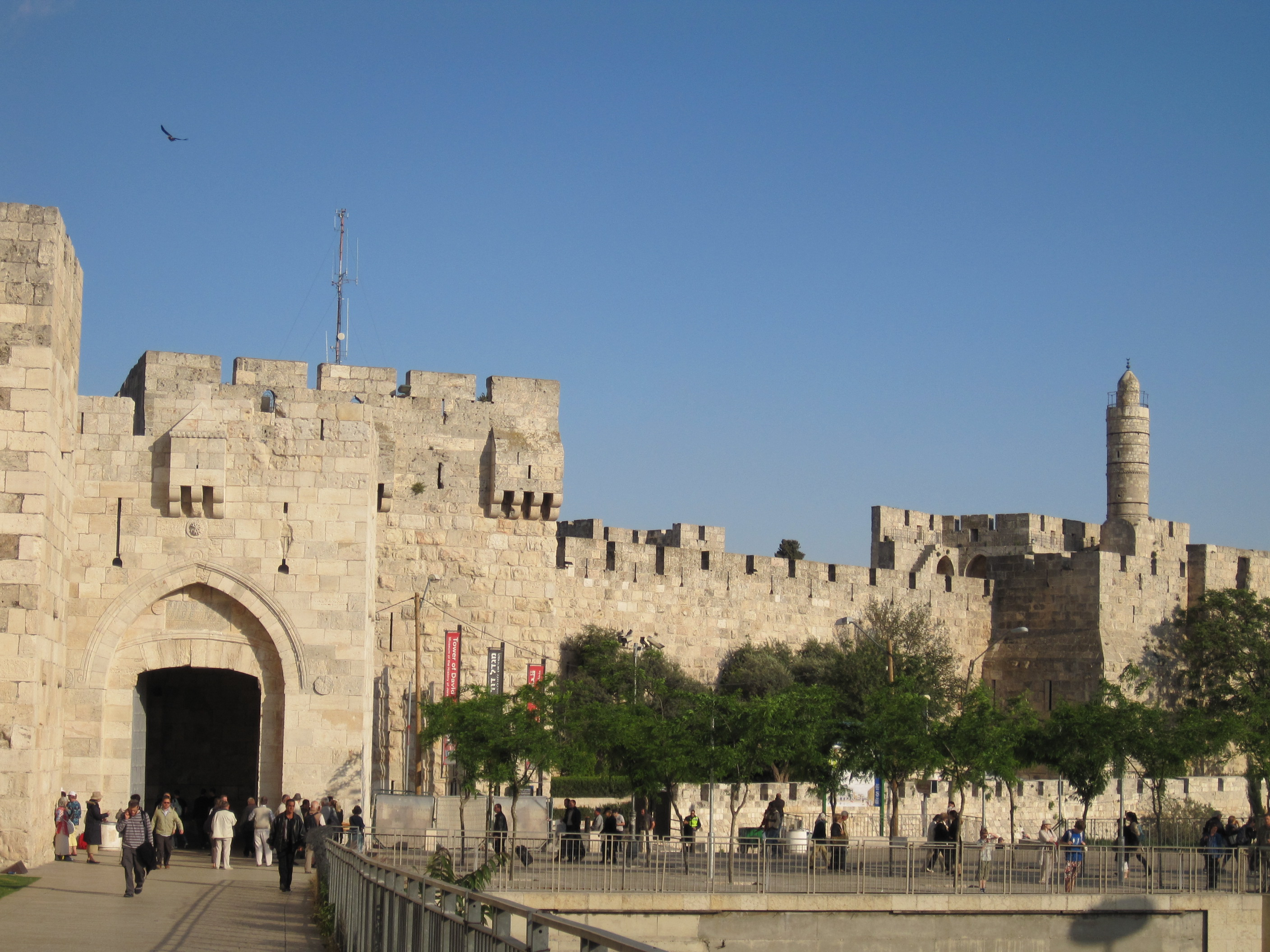
Jaffai kapu

## A városnegyedek
Az óváros négy negyedre oszlik, ezek: a muszlim negyed, a keresztény negyed, az örmény negyed és a zsidó negyed. Az ötödik terület a Templom-hegy, az óváros keleti szélén található és az ókorban a jeruzsálemi templom helye volt.

### Muszlim (arab) negyed

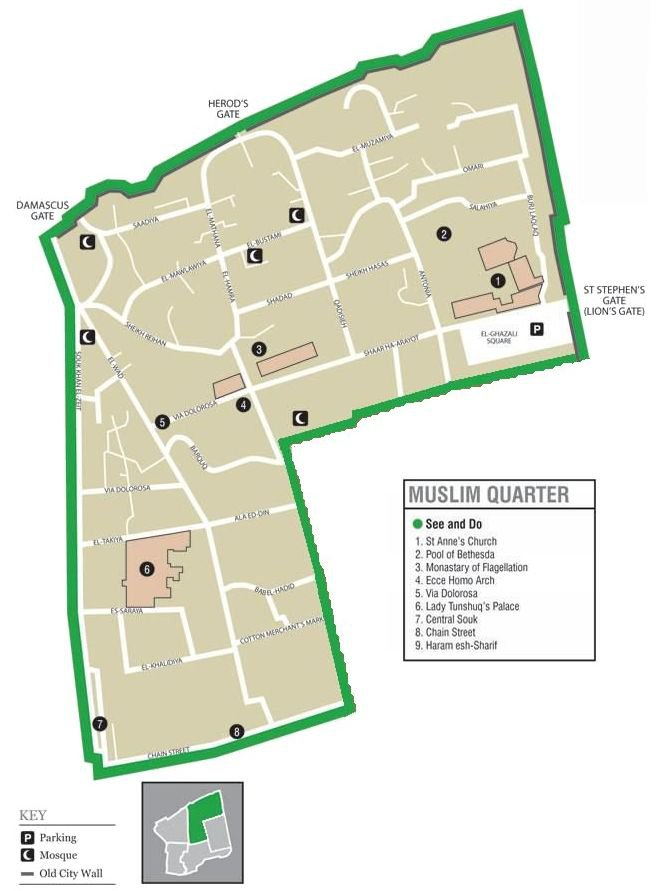
A muszlim negyed

(arab: حارَة المُسلِمين, Hārat el-Muszlimīn)
A muszim (arab) negyed az óváros északkeleti részén fekszik. A négy fő negyed közül a legnagyobb és legnépesebb. 
A lakossága 2005-ben 22 ezer fő volt. A muszlimokon kívül keresztények és zsidók is élnek itt.
- A Via Dolorosa – a keresztény zarándoklat kiemelt helye. Úgy gondolták, hogy az az útvonal, amelyen Jézus haladt a Golgota felé – ebben a negyedben kezdődik az egykori Antónia-erőd helyén (mai El-Omaríja muszlim iskola) és az első hét stációja itt található.[8]

Ma már a történészek meglehetősen biztosak abban, hogy nem ezen az útvonalon haladt Jézus a kivégzése helye felé.
- Betesda-medencék - ma romterület

Az evangéliumok szerint Jézus itt gyógyított meg egy 38 év óta beteg embert.
- Szent Anna-templom -  római katolikus templom az Oroszlán-kapu mellett. A keresztesek korában a 6. századi romok maradványaira emelték. A hagyomány alapján a templom alatti sziklába vájt barlangban született Mária, Jézus anyja. A templomot Jézus nagyanyjáról nevezték el.[1]
- Tunshuk-palota - a mameluk építészet egyik legszebb példája Jeruzsálemben, de a sikátor szűkössége miatt nem lehet látni az épület egészét; nem is látogatható.[13]

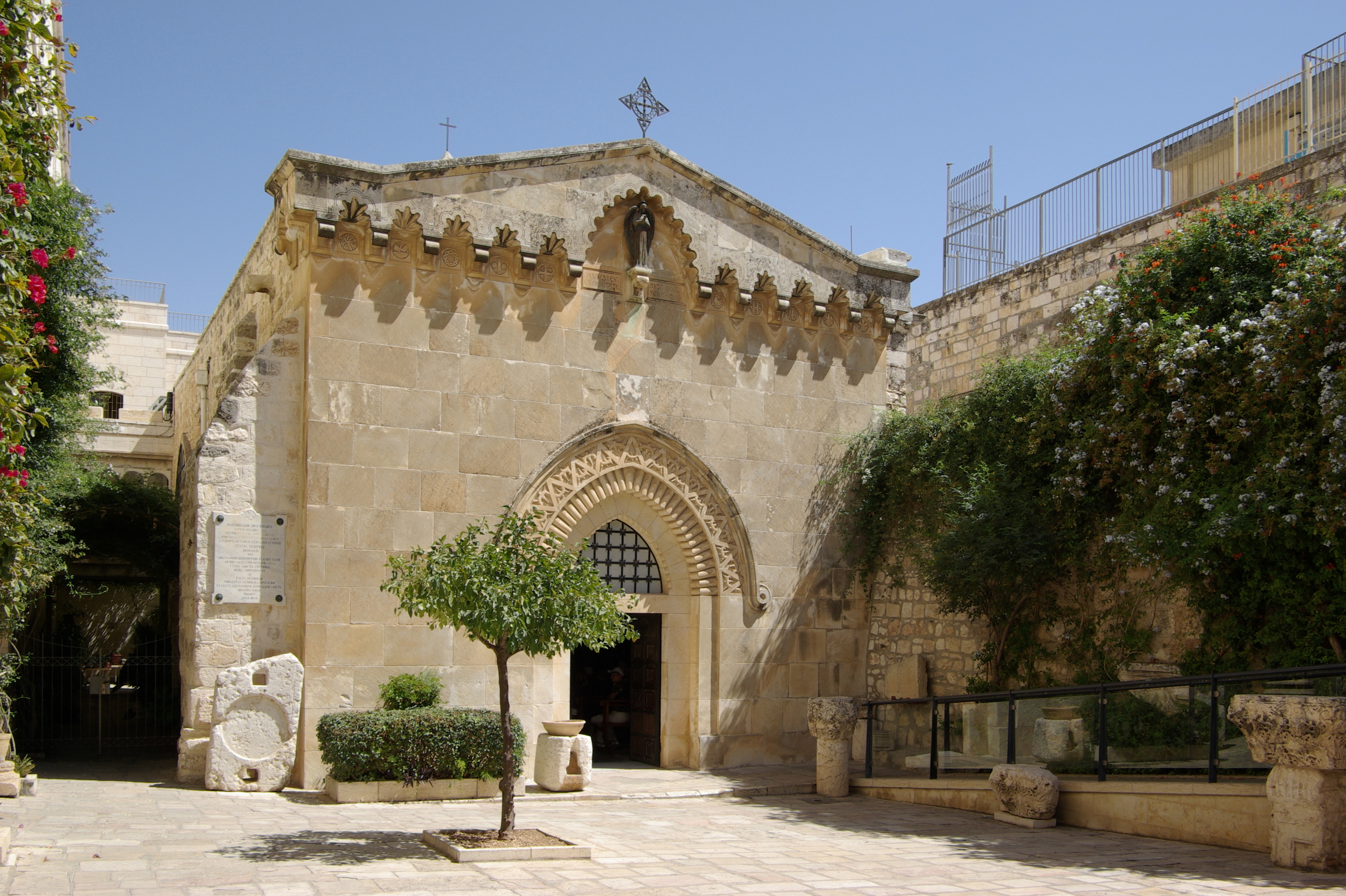
A Via Dolorosa első stációja
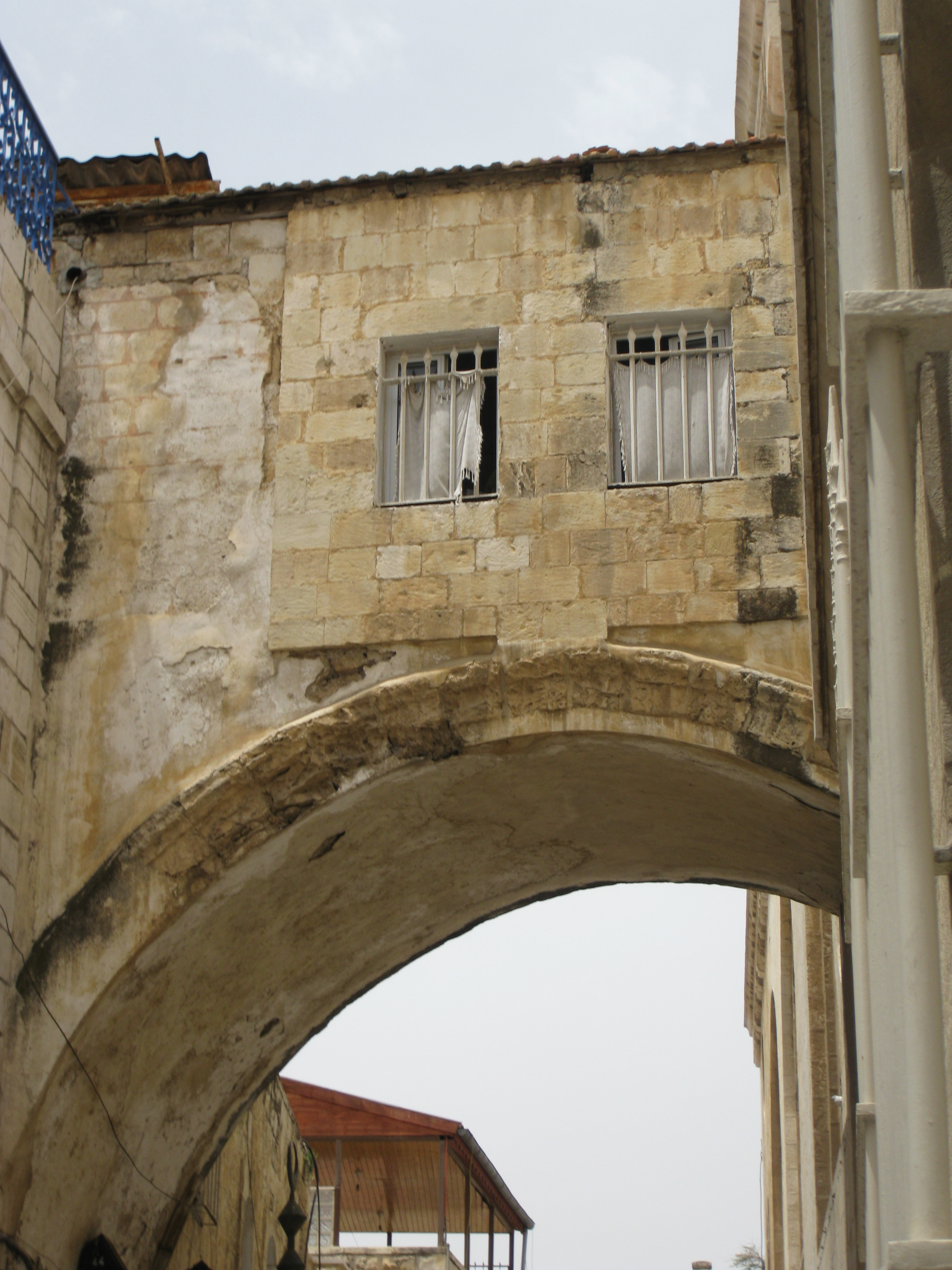
Az „Ecce Homo” ív
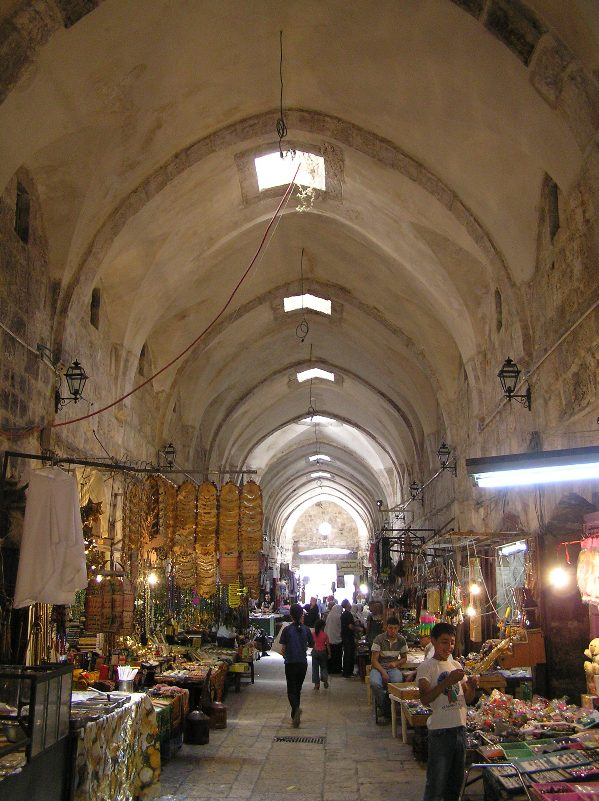
Az arab negyed bazára
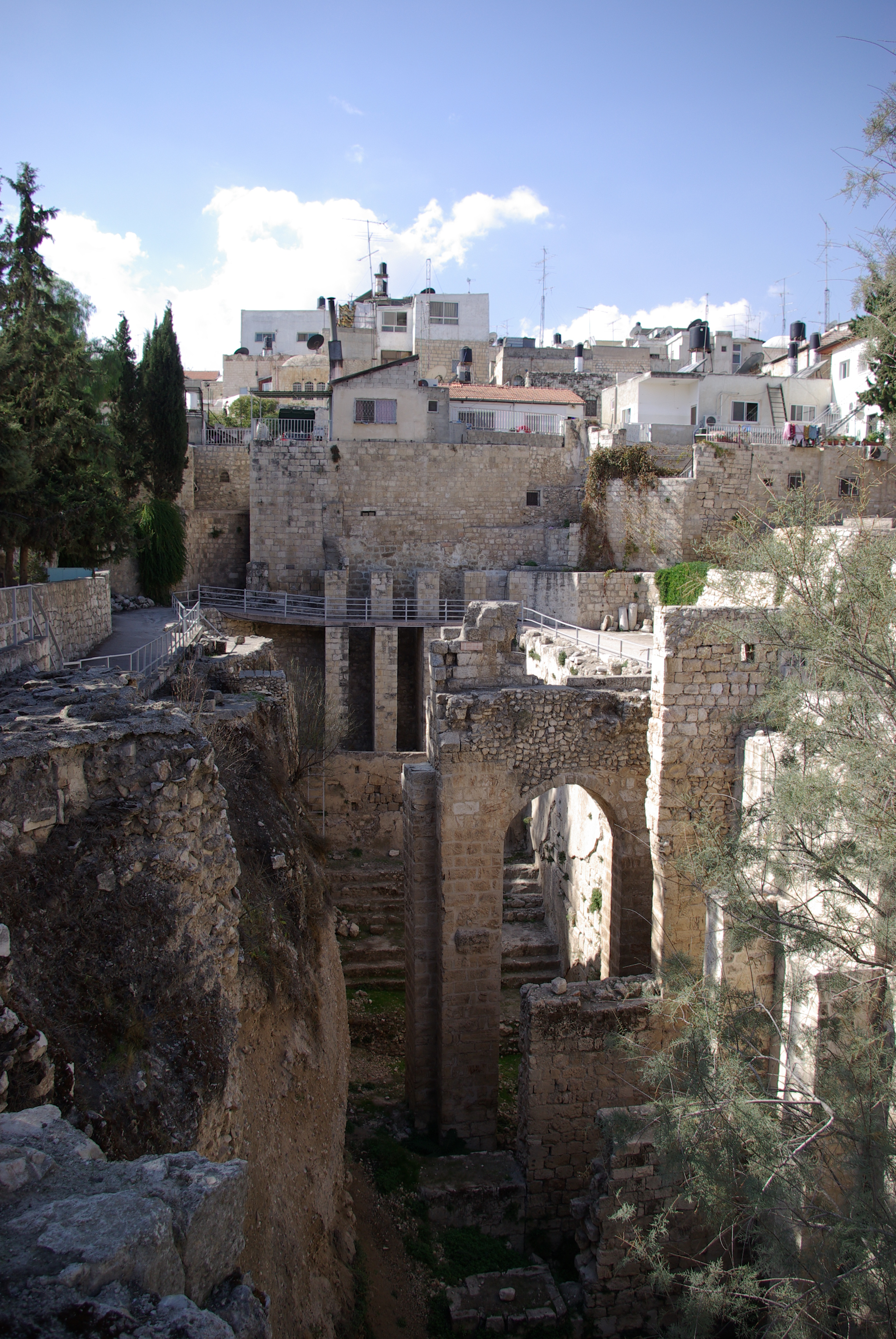
Egy bizánci templom romjai a Bethesda-tavak helyén
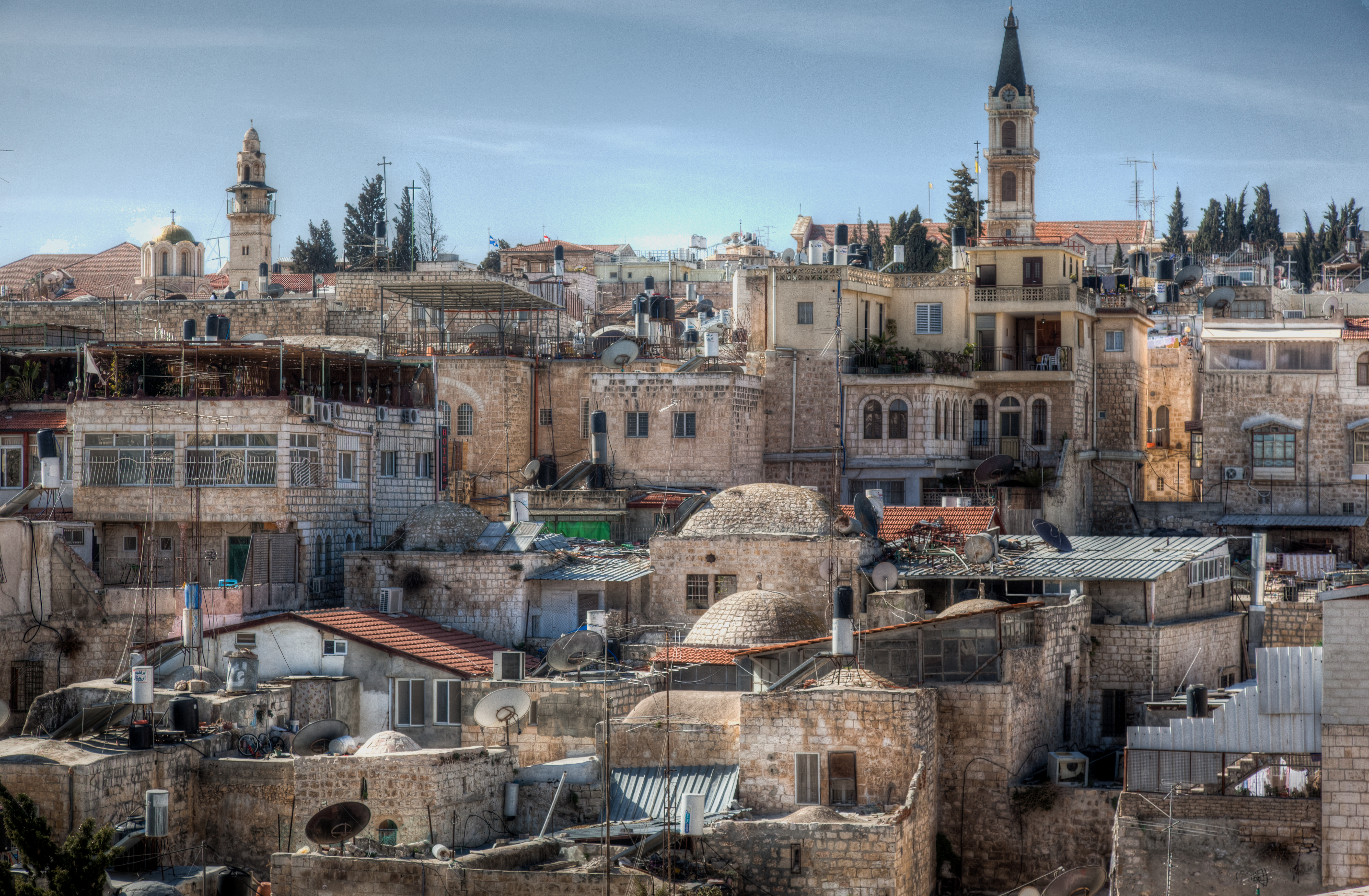
Városkép

### Keresztény negyed
(arab: حارة النصارى, Ḩārat an-Naşāra, héber: הרובע הנוצרי, Ha-Rova ha-Notsri)
A keresztény negyed az óváros északnyugati részén fekszik. Lakosainak többsége palesztin keresztény, de számuk csökken.

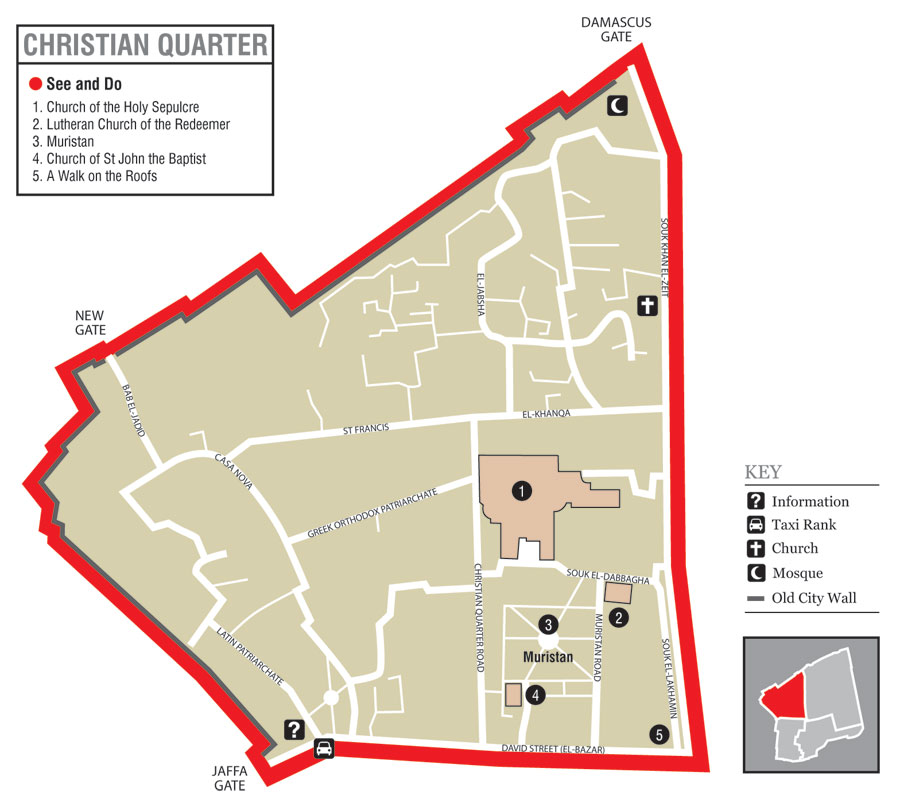
A keresztény negyed

- A negyedben található a Szent Sír-templom, amelyet sokan a kereszténység legszentebb helyeként tartanak számon. Nagy Konstantin császár parancsára építtették fel az I. nikaiai zsinat (325) után. Az épületet többször lerombolták, majd mindannyiszor újraépítették.
- Murisztán szúk - színpompás utcai bazár.

A Szent Sír-templom mellett számos keresztény felekezet patriarchális székhelye található itt, köztük a jeruzsálemi görög ortodox patriarchátus, a jeruzsálemi latin patriarchátus, a jeruzsálemi görögkatolikus patriarchátus, a kopt ortodox patriarchátus, a jeruzsálemi etióp patriarchátus.
Templomok a Szent-Sír templomán kívül:
- Angyali üdvözlet Szűzanya-székesegyház (melkita görögkatolikus)
- Jézus Szent Neve Társszékesegyháza (latin katolikus, jeruzsálemi latin patriarkátus)
- Megváltó temploma (evangélikus)
- Szentháromság-székesegyház (ortodox)
- Keresztelő Sz. János-templom (görög ortodox)

Kolostorok:
- Deir esz-Szultān (kopt)
- Szent Megváltó (San Salvatore) kolostor (ferences)

Mecsetek:
- Omar mecset (mamlúk, 12. század)
- Al-Khanqah al-Salahiyya mecset (mamlúk, 15. század)

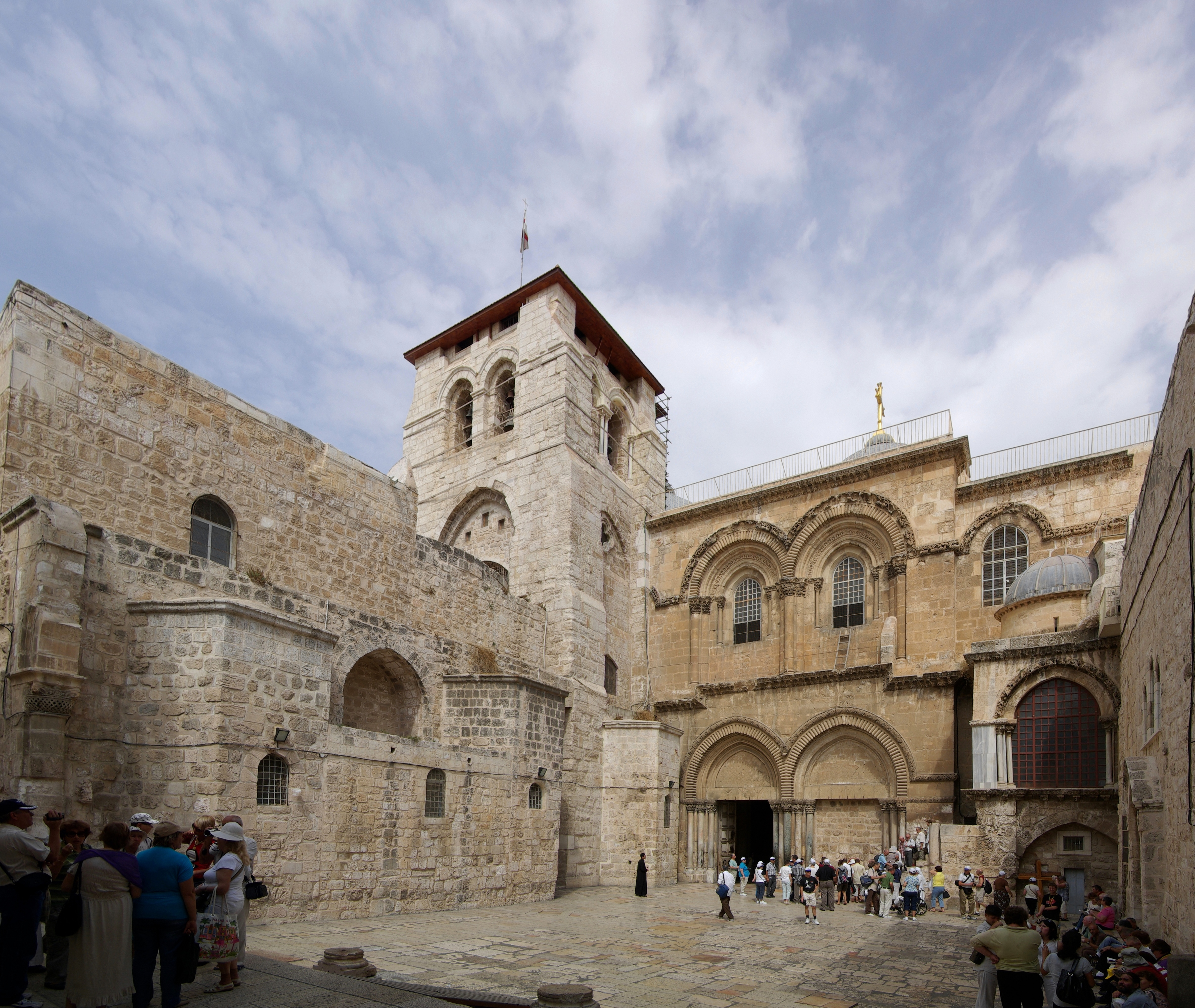
A Szent Sír-templom
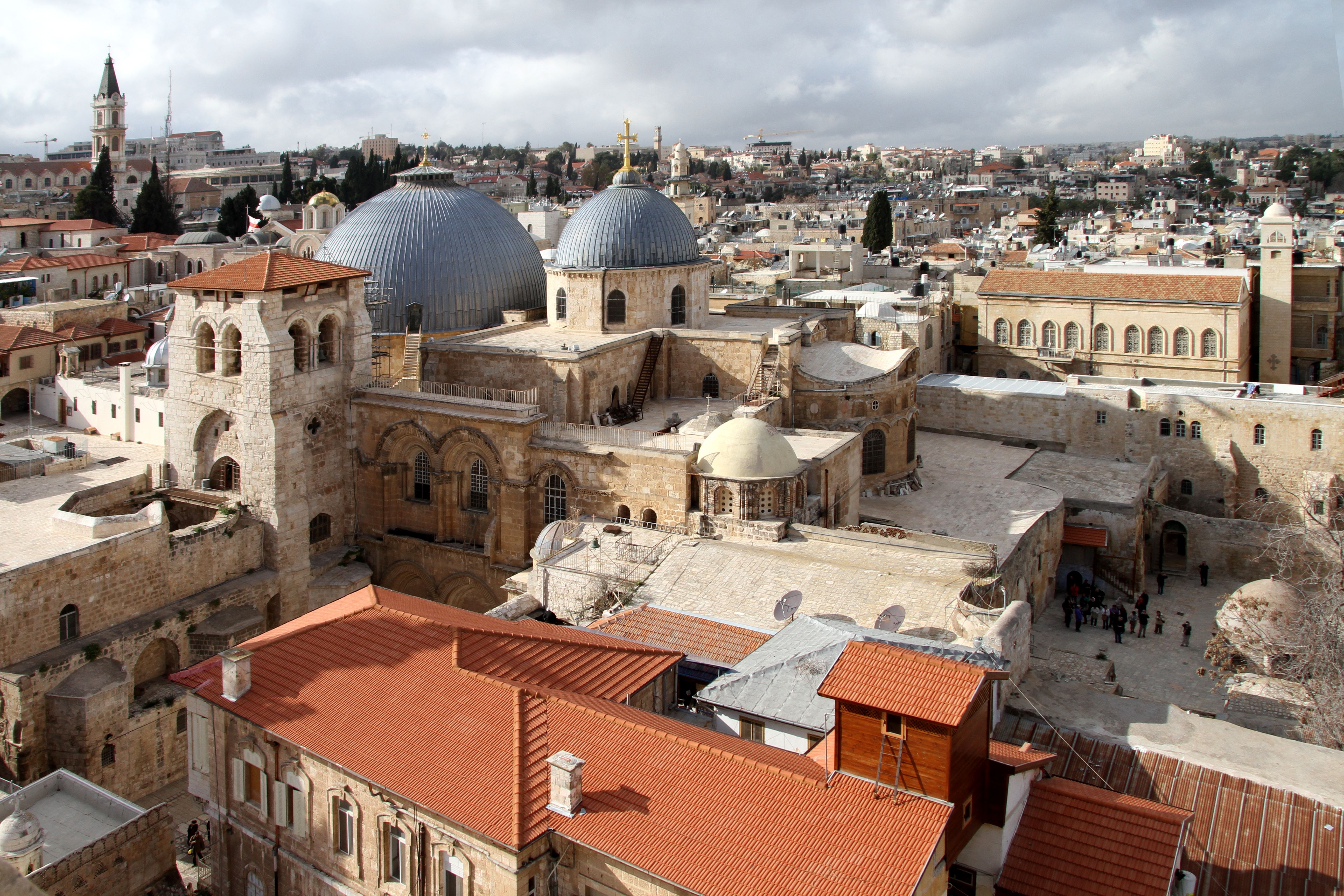
A Szent Sír-templom és környéke
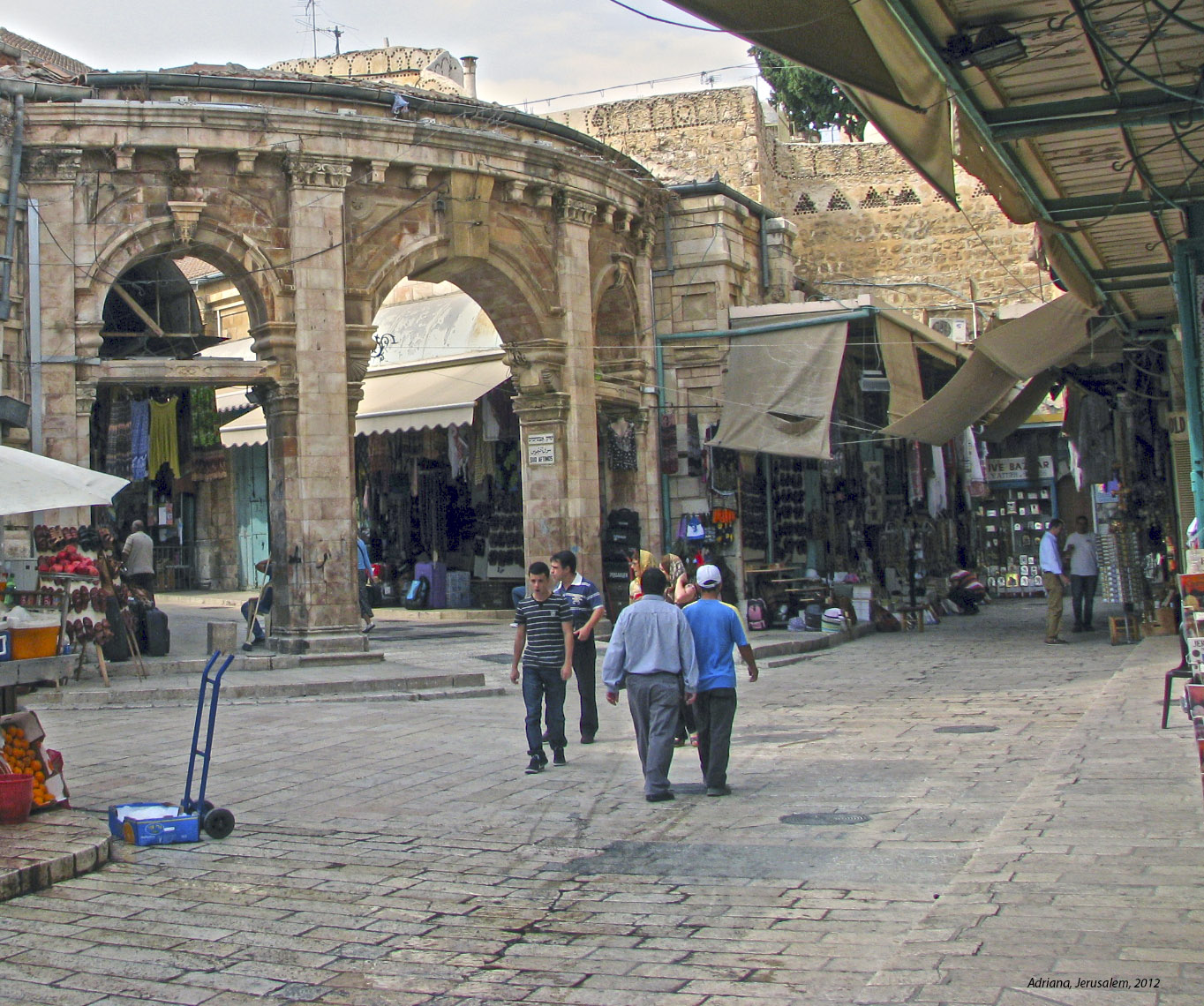
Murisztán bazár
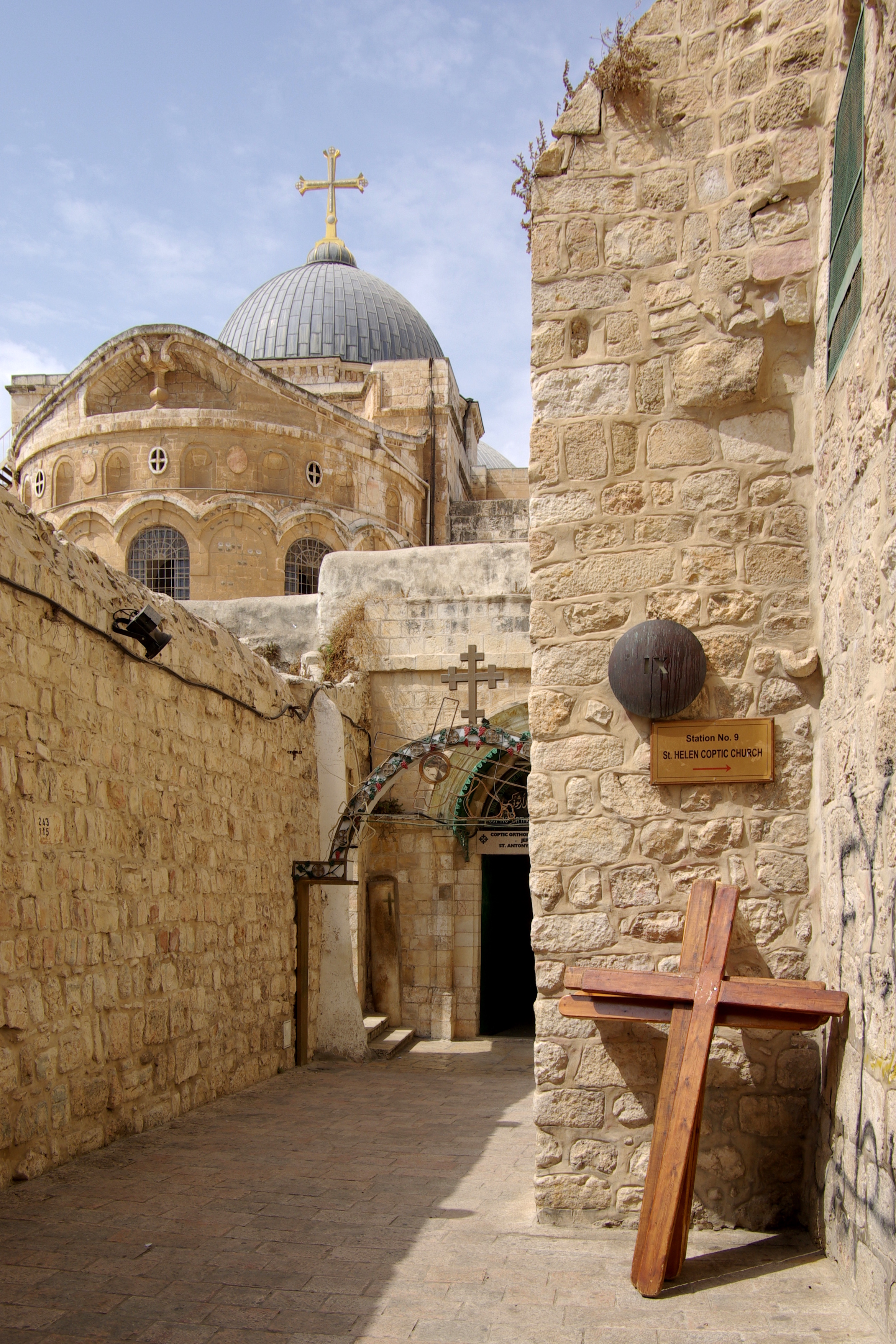
A Via Dolorosa 9. stációja
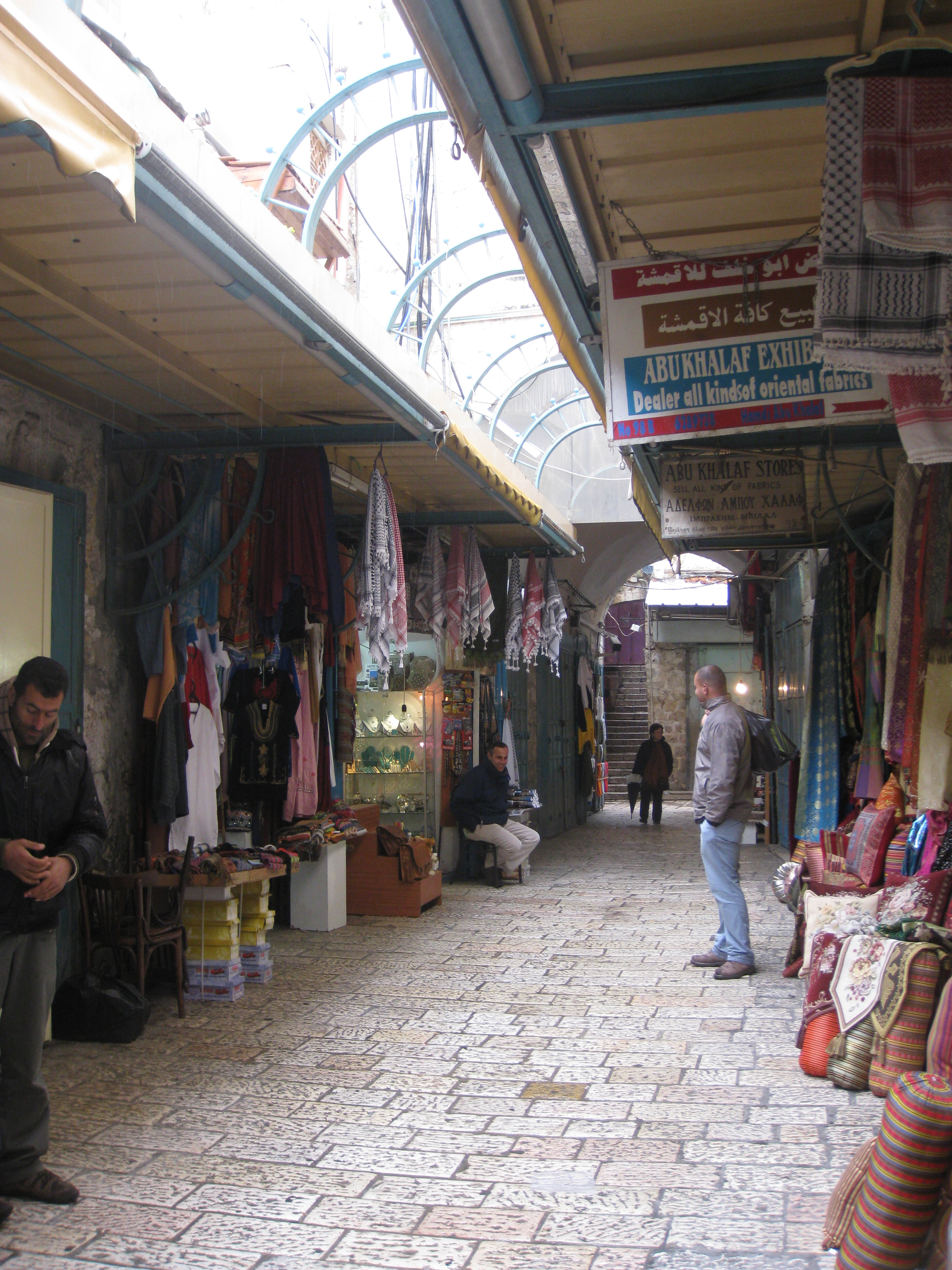
A keresztény negyed
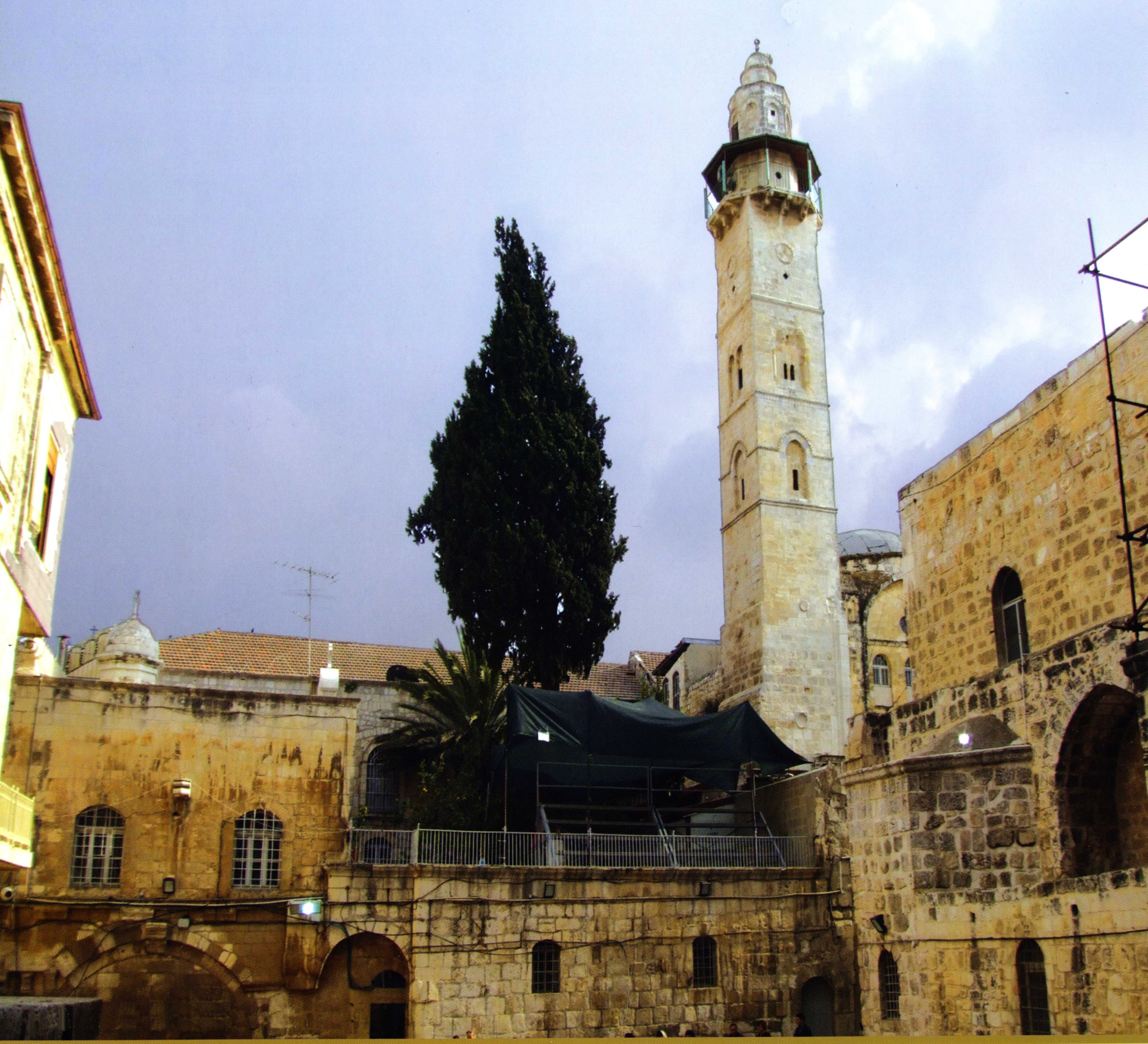
Az Omar-mecset minarete

### Örmény negyed
(örmény: Հայկական Թաղամաս , Haygagan T'aġamas, arab: حارة الأرمن, Ḩārat al-Arman)

Az örmény negyed

Az örmény negyed az óváros délnyugati részén fekszik; a Sion- és a Jaffa-kapun keresztül érhető el.
Az örmények jelenléte Jeruzsálemben a Krisztus utáni 4. századra nyúlik vissza, amikor Örményország államvallássá tette a kereszténységet és örmény szerzetesek telepedtek le Jeruzsálemben. A városnegyed a Szent Jakab-kolostor körül fejlődött és a 19. századra nyerte el mai formáját.
- Itt található a Jeruzsálemi Citadella vagy az ún. Dávid-torony (wd), amely egy fellegvár a Jaffai kapu közelében. A nevét a minaret-toronyról kapta, amely a későbbiekben úgy ismert, mint a Dávid-torony.[14]

Az építmény egyike volt a Heródes palotáját őrző erődöknek. Ez Jeruzsálem egyik legismertebb szimbóluma; (Heródes) Citadella-ként is ismerik, amely egy múzeum és régészeti látványosság is egyben. Nagyszerű kilátás nyílik innen Jeruzsálem nagy részére. A Dávid Torony Múzeumban Jeruzsálem 4000 éves történetét nézhetjük végig, minden szobában más korszakot.
Az erődítményt Heródes Kr. e. 20-ban kezdte építeni. Három bástyáját Josephus Flavius is említi. A 20. századi ásatások során az erőd udvarában a Kr. e. 2. században emelt falakat tártak fel.
- Örmény múzeum. A múzeum szobáiban felbecsülhetetlen értékű, 16. századi kegyszergyűjtemény, füstölők, drágakövekkel kirakott keresztek, drágaköves palástok, továbbá szent iratok és könyvek láthatók.[1]
- Keresztelő Szt. János-templom - görögkeleti ortodox templom.

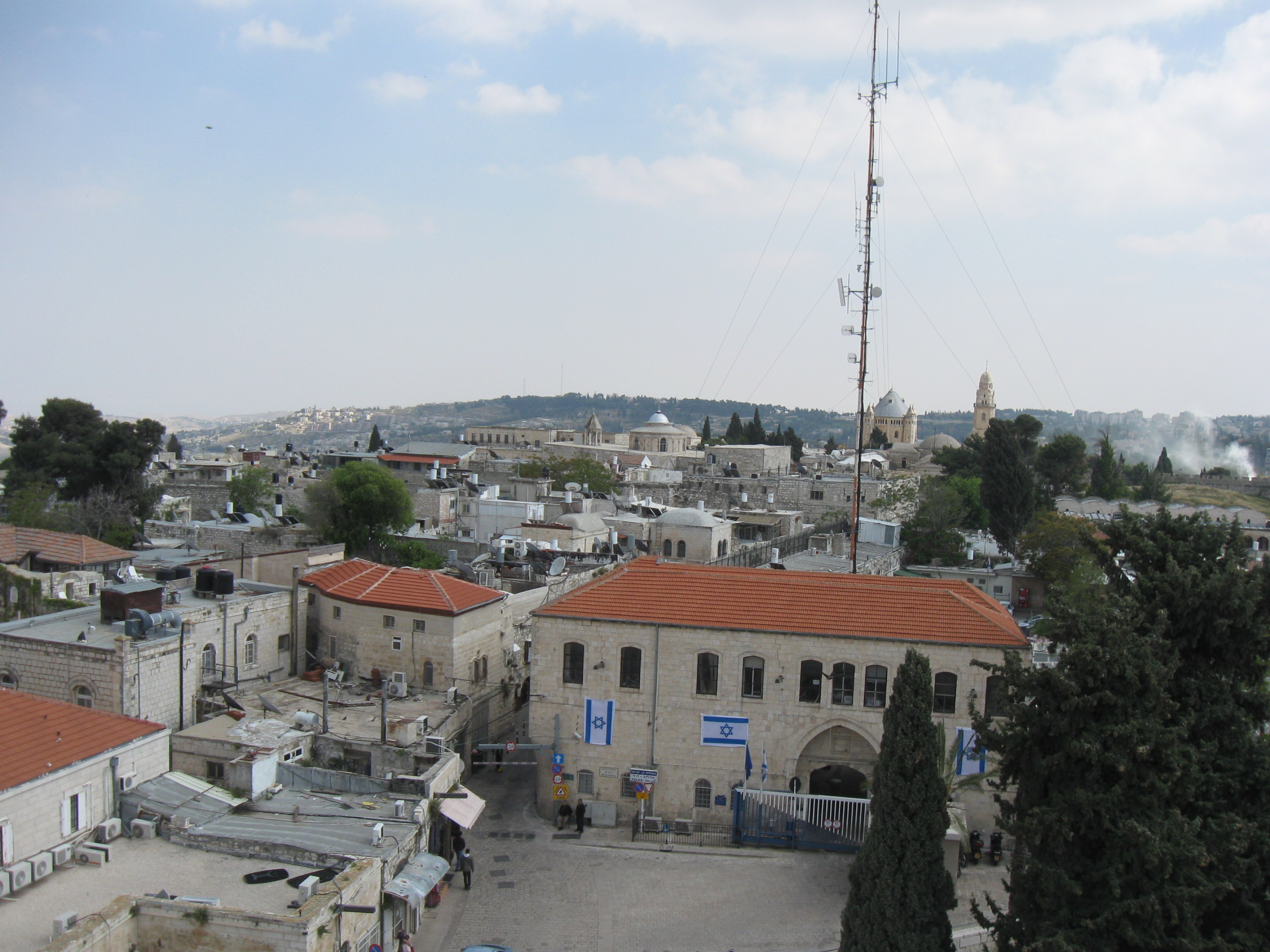
Kilátás a Dávid-toronyból
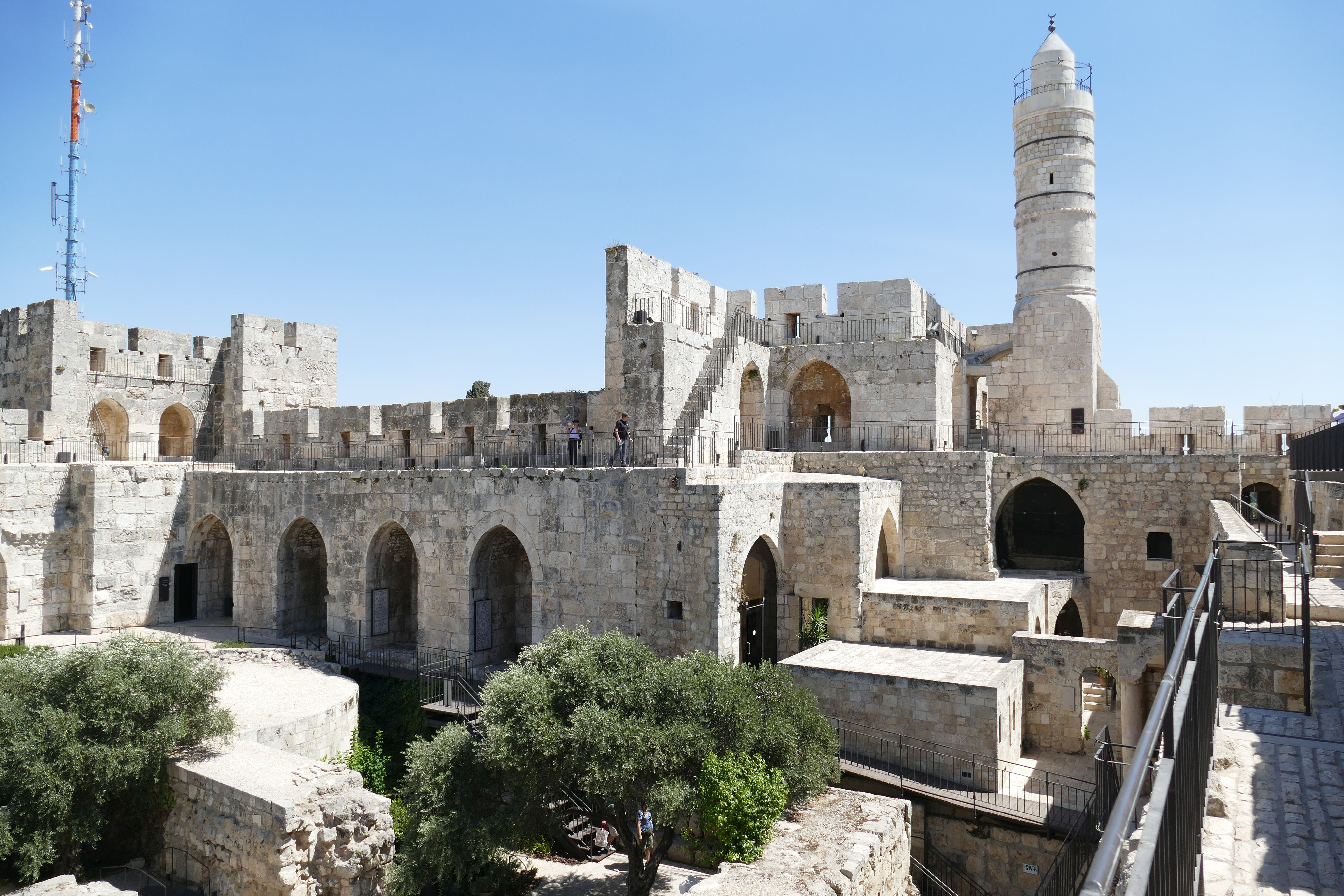
A Citadella a Dávid-toronnyal
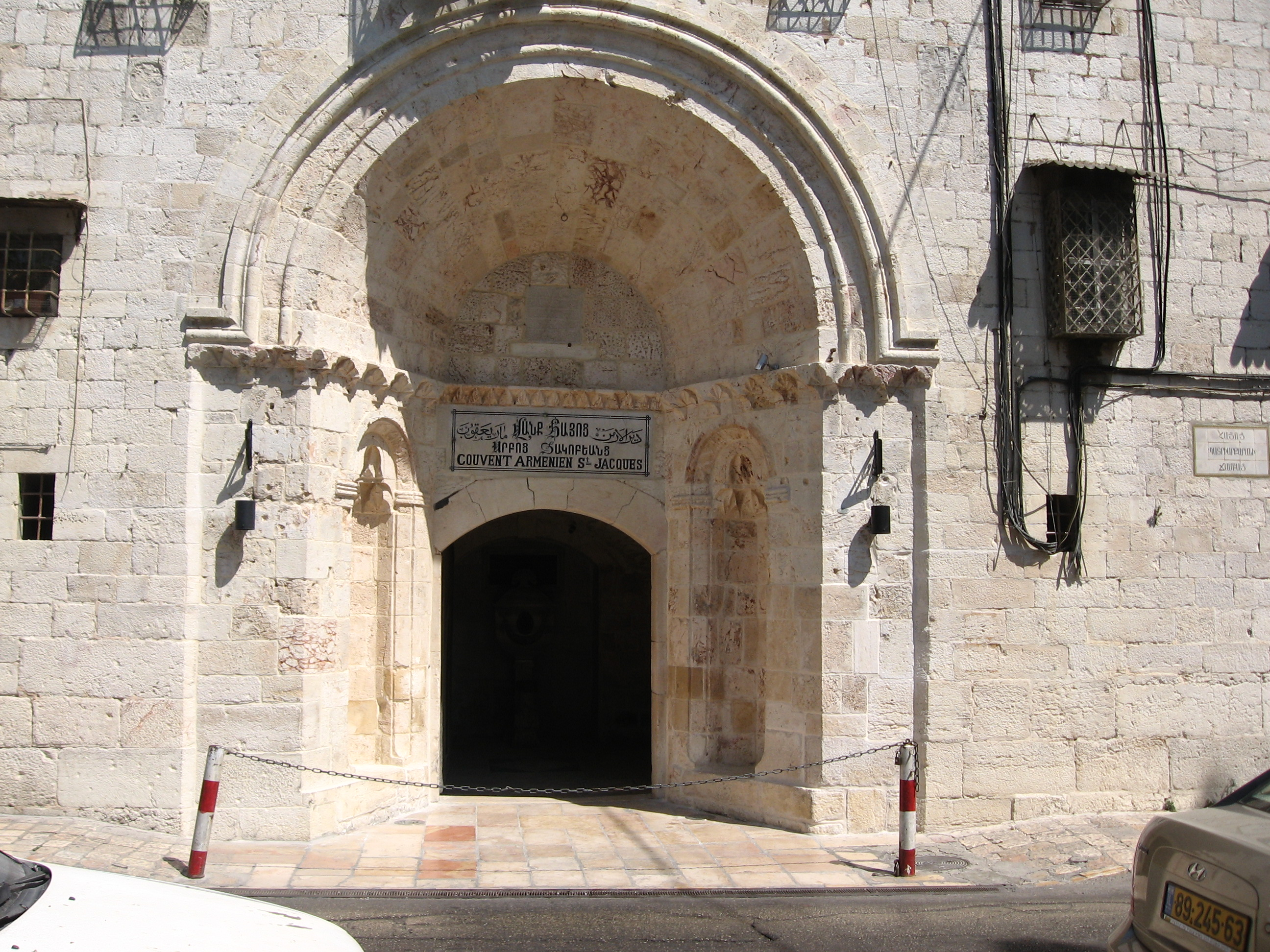
A Szt. Jakab-székesegyház bejárata
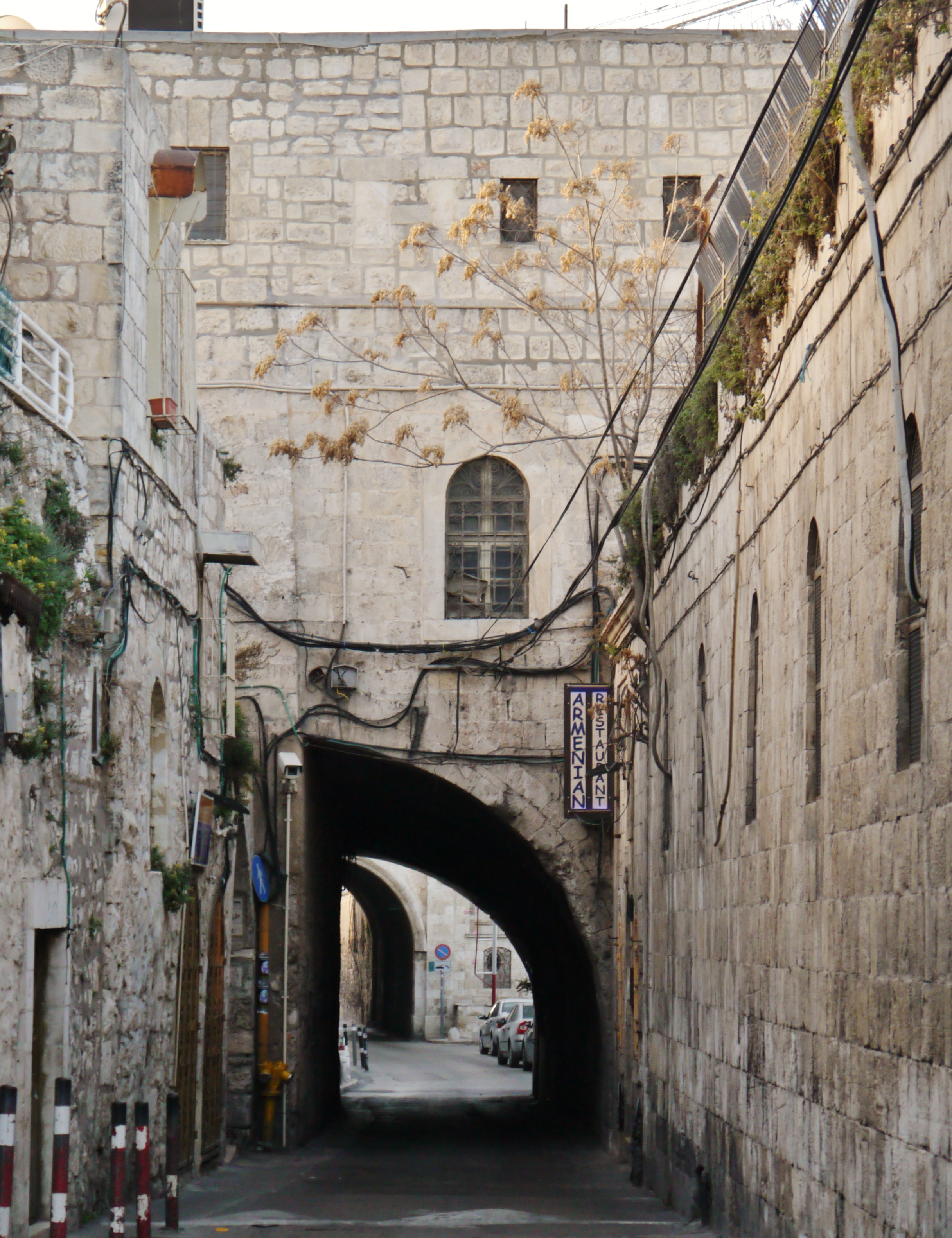
Utca az örmény negyedben
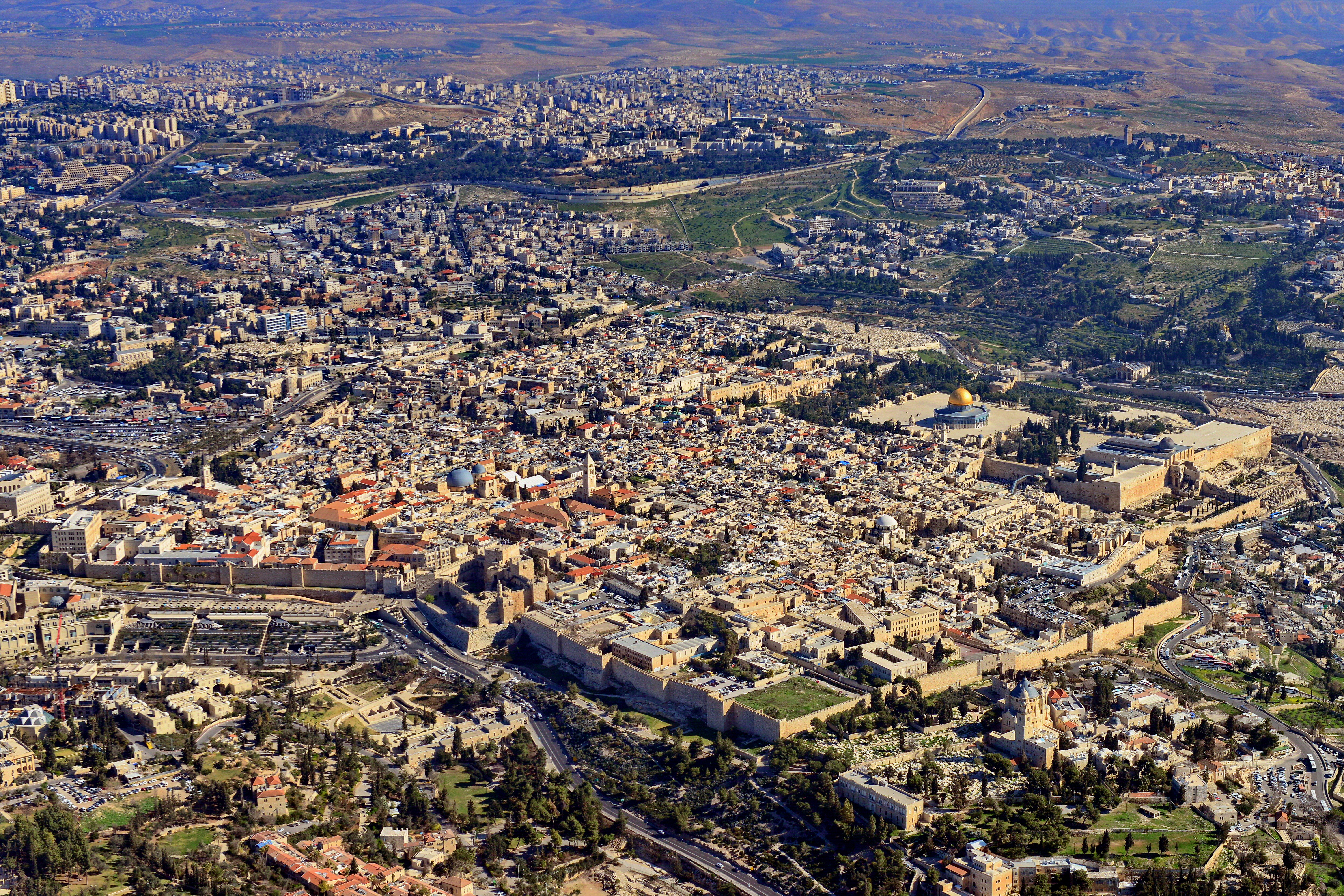
Az óváros DNy-ról nézve

### Zsidó negyed
(héber: הרובע היהודי, HaRova HaYehudi, a lakosok között: HaRova, arab: حارة اليهود , Ḩārat al-Yahūd)

A zsidó negyed

A zsidó negyed az óváros délkeleti szektorában fekszik.
- A zsidóság egyik legszentebb helye a Siratófal a negyed ÉK-i részét választja el a Templom-hegytől. A zsidók Nyugati falnak hívják. A Szentély maradványa. A Siratófal név onnan ered, hogy a zsidók e falnál imádkozva gyászolják az egykori templom lerombolását.
- A negyed jelképe és legnagyobb zsinagógája a Hurvá (wd).
- Az Ofel-ásatások kertje a negyed keleti végében. A 20. századi ásatások 25 településréteget tártak fel, a salamoni templom idejétől a török uralom végéig (16. sz.). [1]

Az ún. Déli fal az Ofel-ásatások kertjében látható. Ez a Templom-hegy teraszának déli fala. 281 m hosszú.
- A Cardo valamikor a város egy széles főutcája volt, amely észak-déli irányban haladt át a város szívén és látványos kőoszlopokkal díszítették. Eredetileg a 2. században lett kikövezve, amikor Hadrianus újjáépítette Jeruzsálemet Aelia Capitolina nevű római poliszként. A 6. században a Cardót Iusztinianus bizánci császár kiterjesztette délre, a mai zsidó negyed területére.[16]
- „Leégett Ház” (Burnt House) Múzeum - egy 20. században feltárt házat mutat be, amely Kr. u. 70-ben, a rómaiak elleni felkelés végén, Jeruzsálem városával együtt pusztult el.[17] Napjainkban hat méterrel a jelenlegi utcaszint alatt található.
- Az ún. „széles fal” egy ősi védőfal, amelyet az 1970-es években tártak fel. A fal építésének idejét Ezékiás király uralkodásának idejére datálták (Kr. e. 8. század vége). Építésének motivációja Szanhérib (Szennahérib) asszír király júdai hadjárata lehetett.
- A keresztes háborúk korából származó Sancta Maria Alemannorum katolikus templom romjai. A keresztes időkben a zsidó negyed helyét a németek városrésze foglalta el.[18]

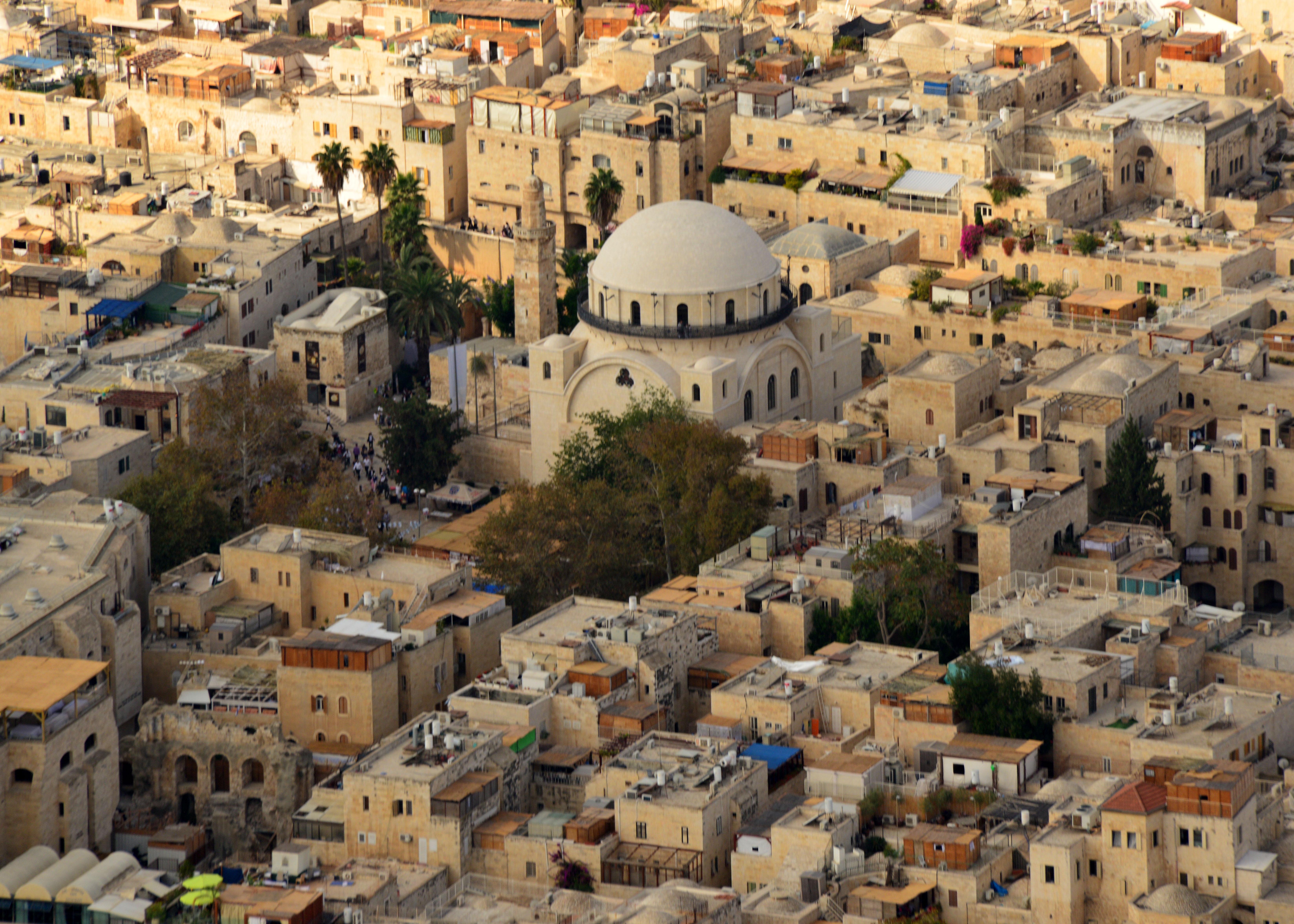
A Hurvá-zsinagóga
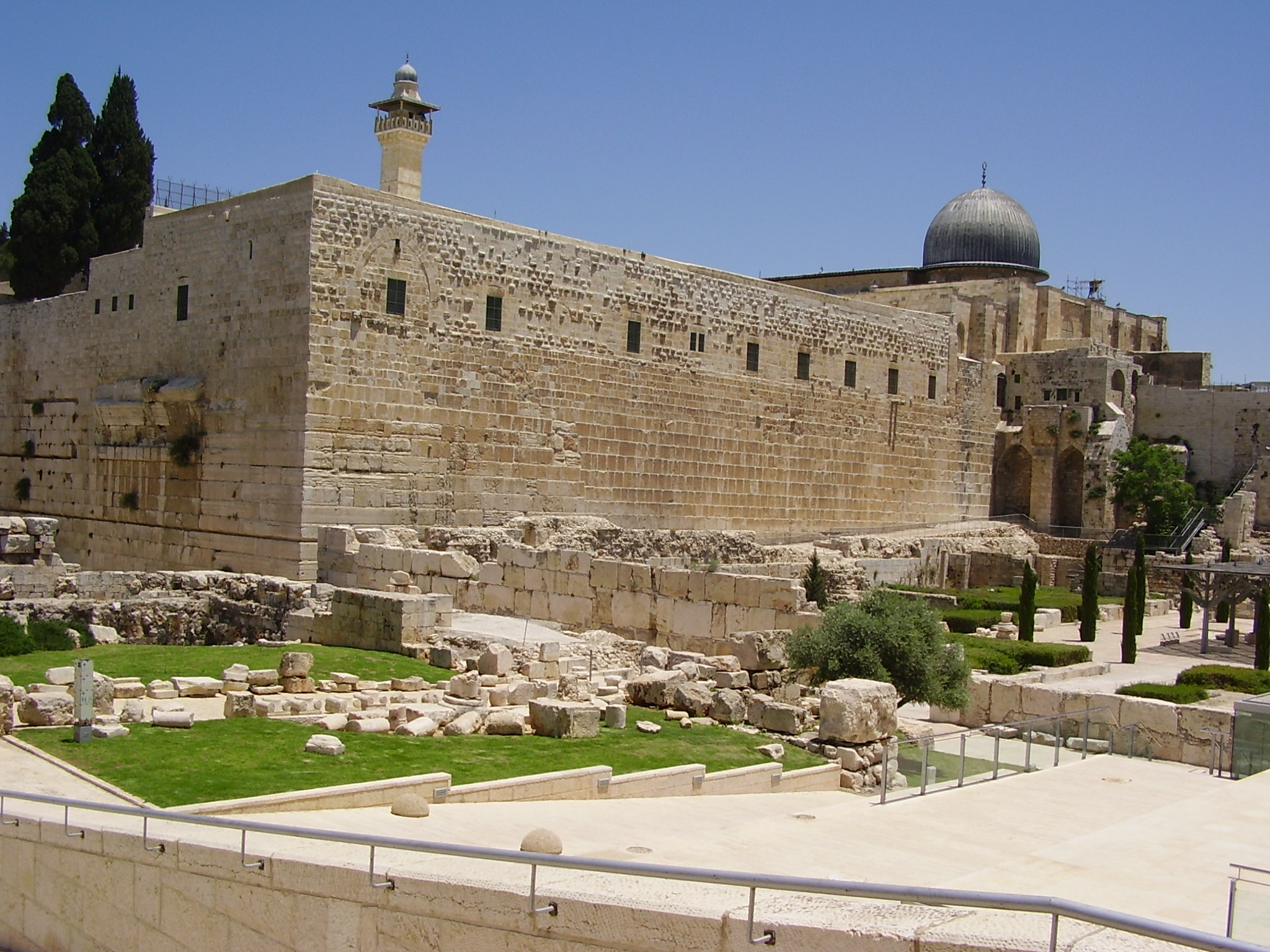
A Déli fal DNy-i része; az el-Aksza hátulról (Zsidó negyed)
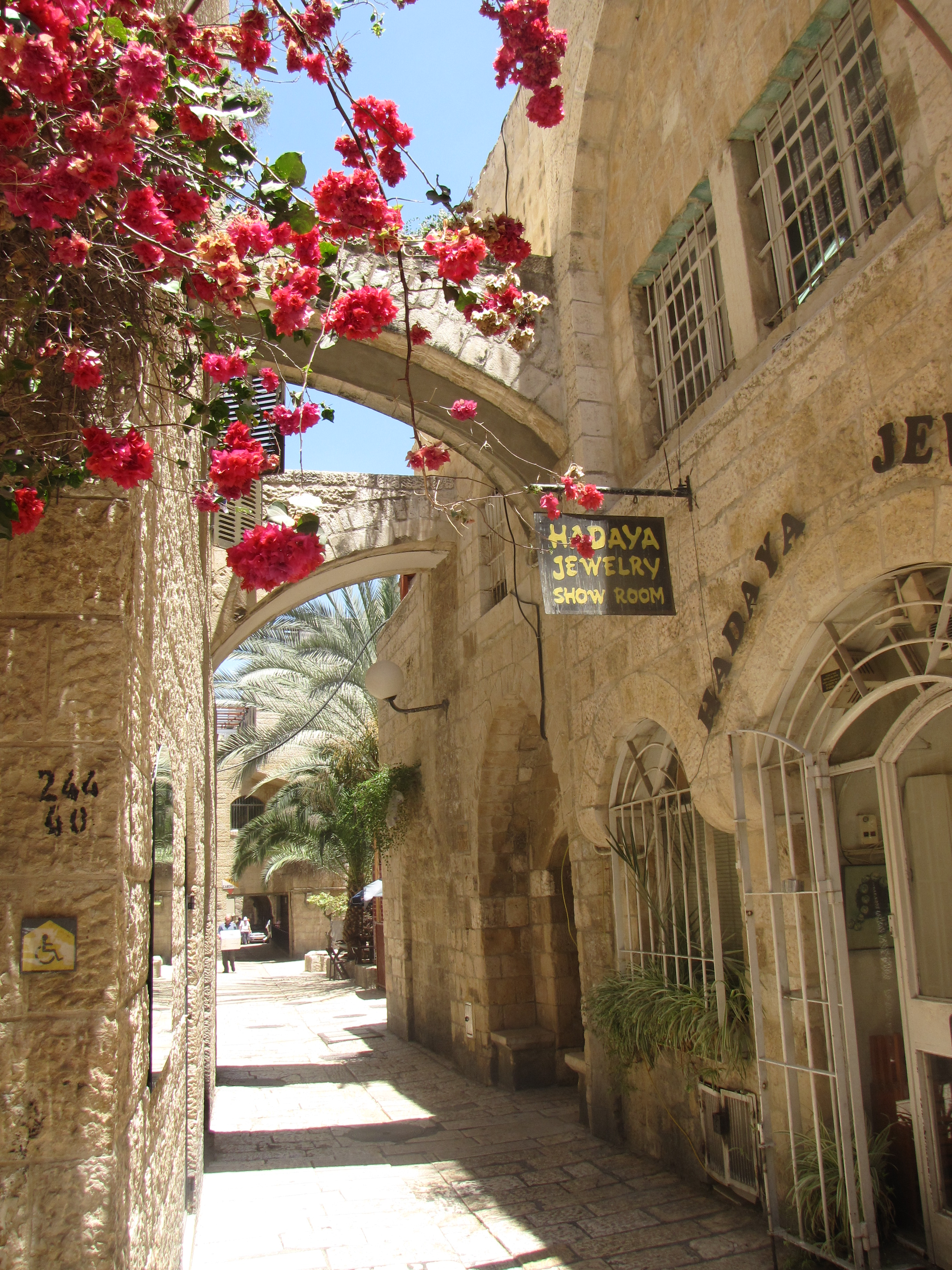
Sikátor a zsidó negyedben
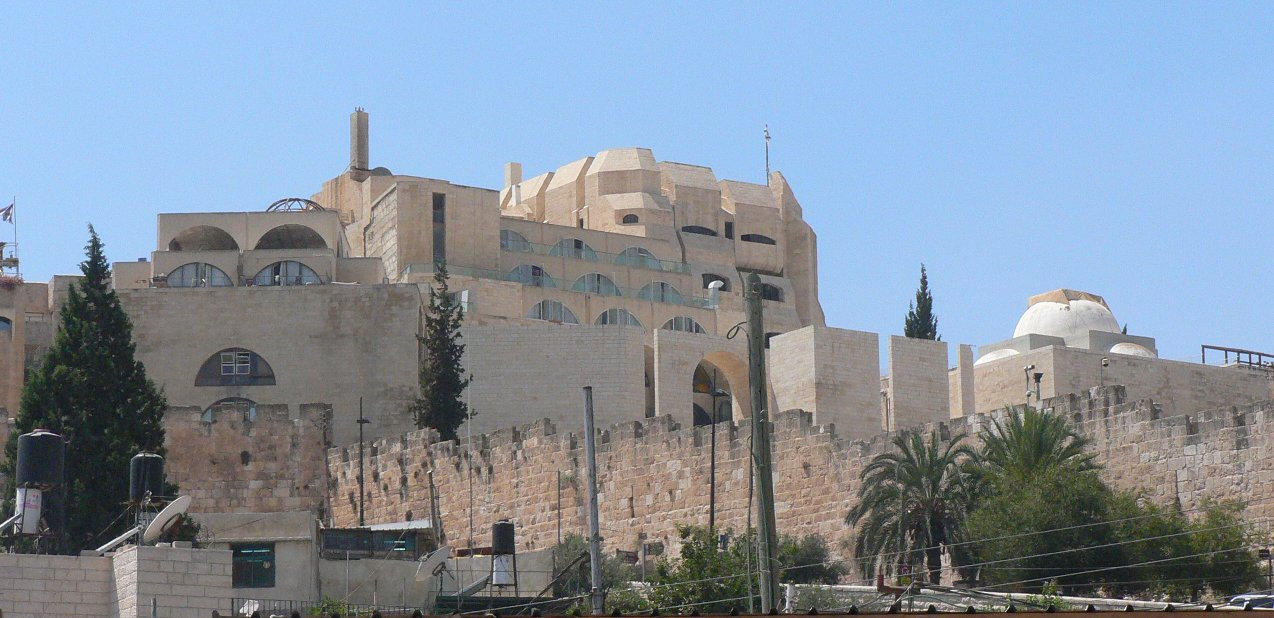
Jesiva Hotel hasonlít egy erődhöz
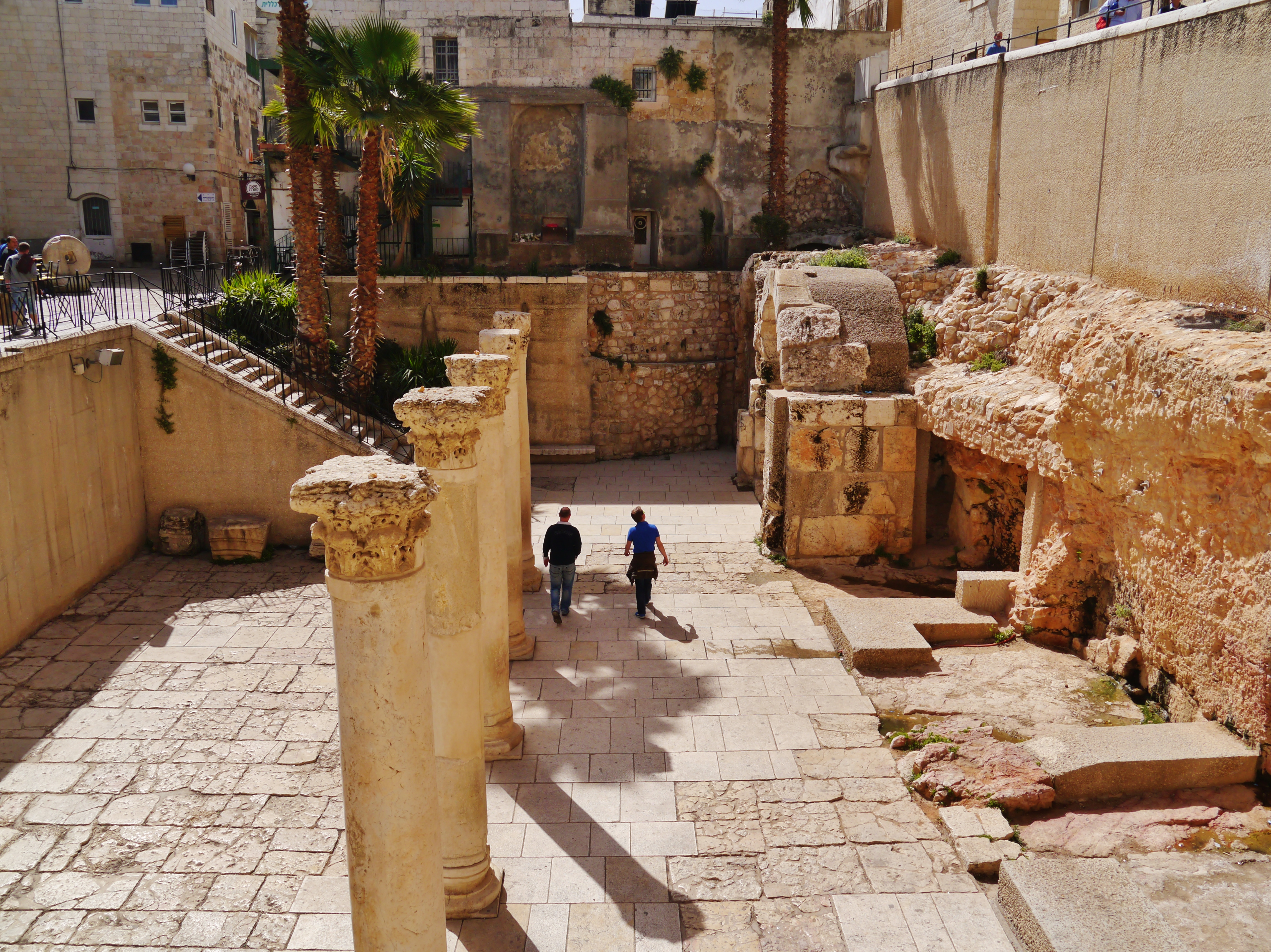
A Cardo maradványai

## A Templom-hegy

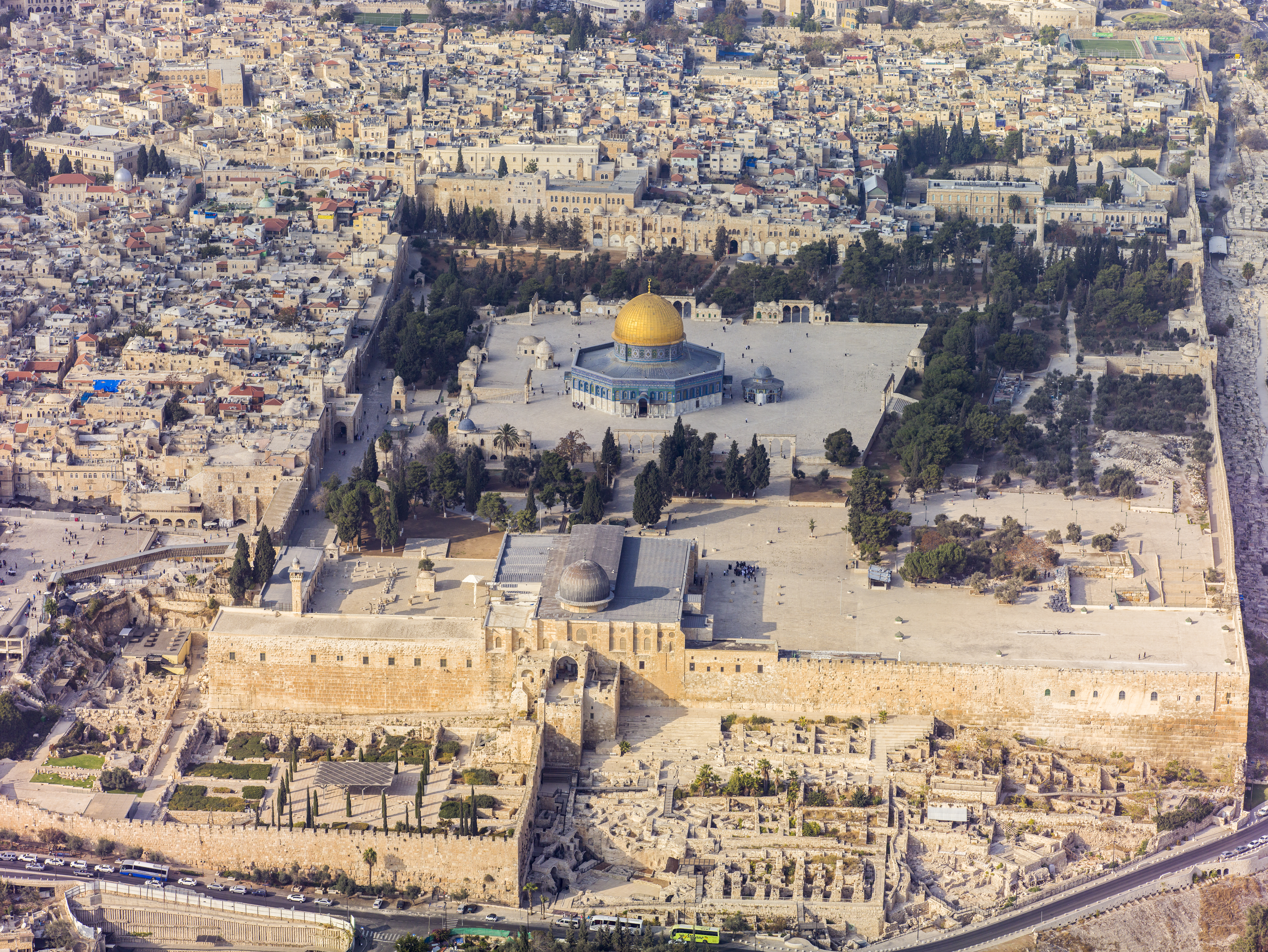
A Templom-hegy légifelvétele
(nagy felbontású kép)

(héber: הַר הַבַּיִת, Har HaBáyit, arab: الحرم الشريف, al-Ḥaram al-Šarīf)
A Templom-hegy (Móriá-hegy) a zsidóság legszentebb helye, de az iszlámban is szent hely és a bibliai említések miatt jelentős a keresztények számára is.
- A templom-hegy közepén a Sziklamecset helyezkedik el, elfoglalva azon területet, ahol egykor a Jeruzsálemi Templom állt. Az építmény az iszlám hívőinek az egyik legfontosabb szent helye. A 7. század végén épült. A mecset középpontjában a Mórijá- (Móriá-) hegy tetejének sziklája áll, ahol a hagyomány alapján Ábrahámnak fel kellett volna áldoznia fiát, Izsákot és az iszlám alapján innen ment Mohamed a mennybe.
- Az El-Aksza-mecset a Templom-hegy déli részén Móriá hegyén található. Az iszlám harmadik legszentebb helye. A 8. század elején épült.

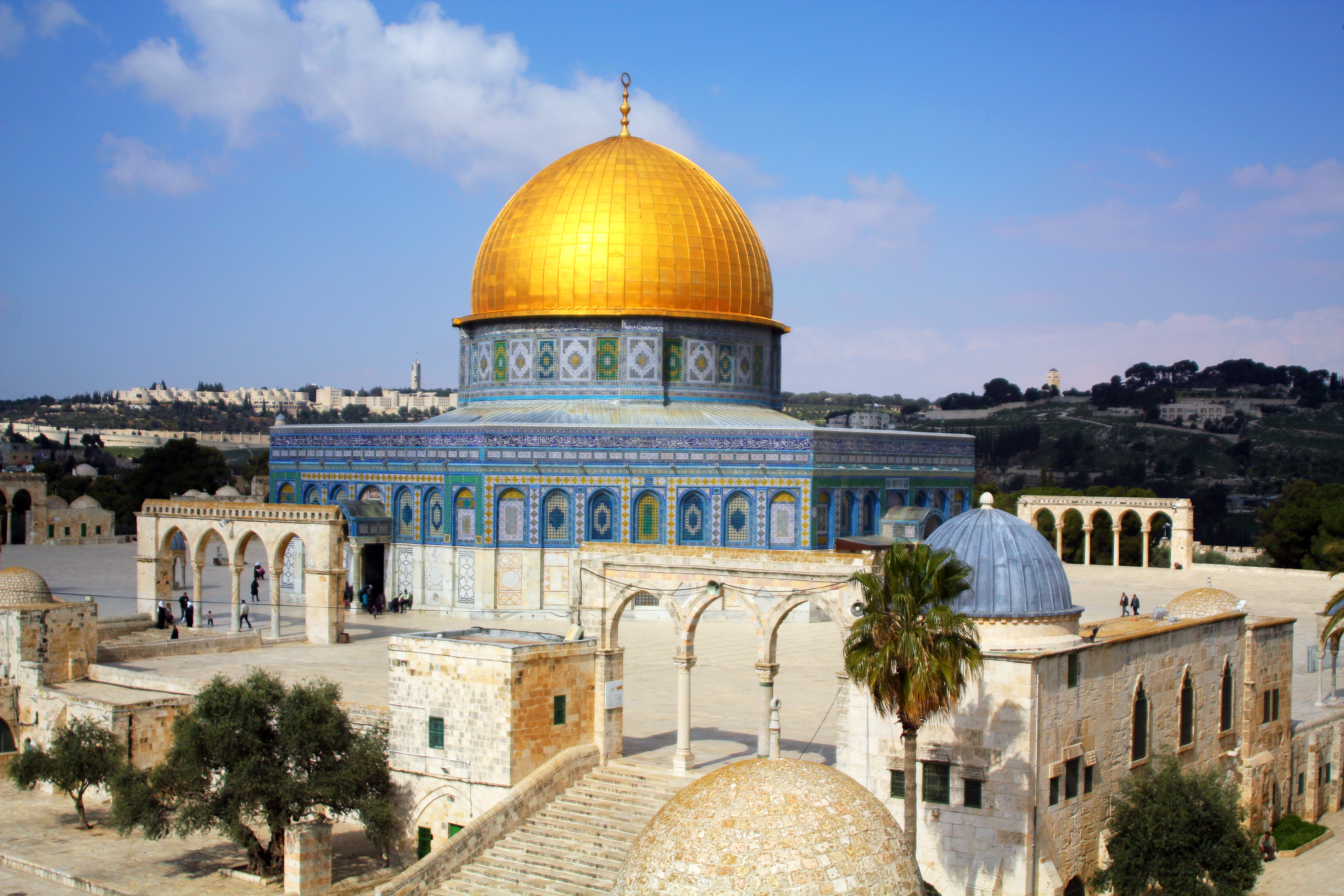
Sziklamecset
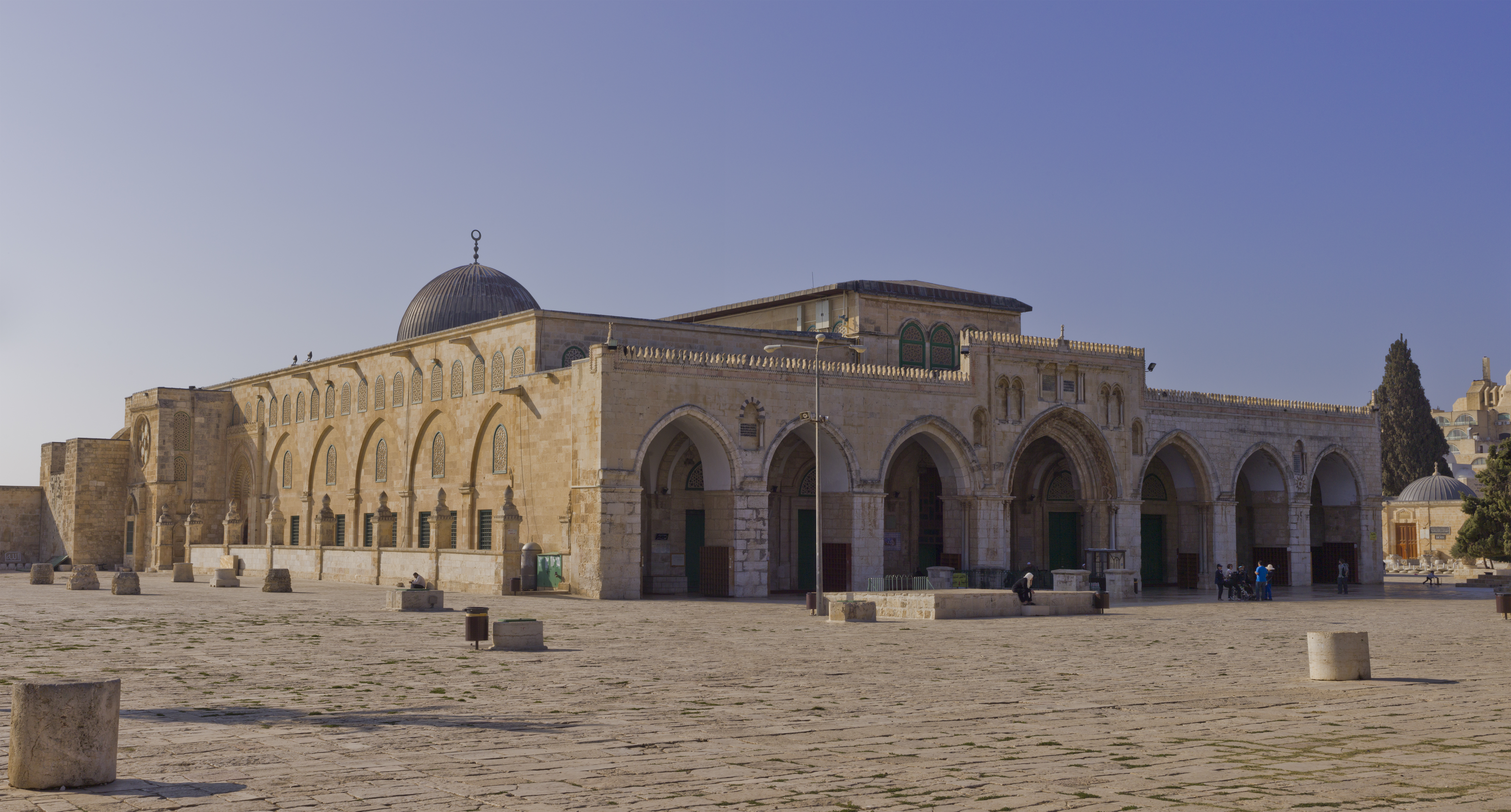
el-Aksza mecset
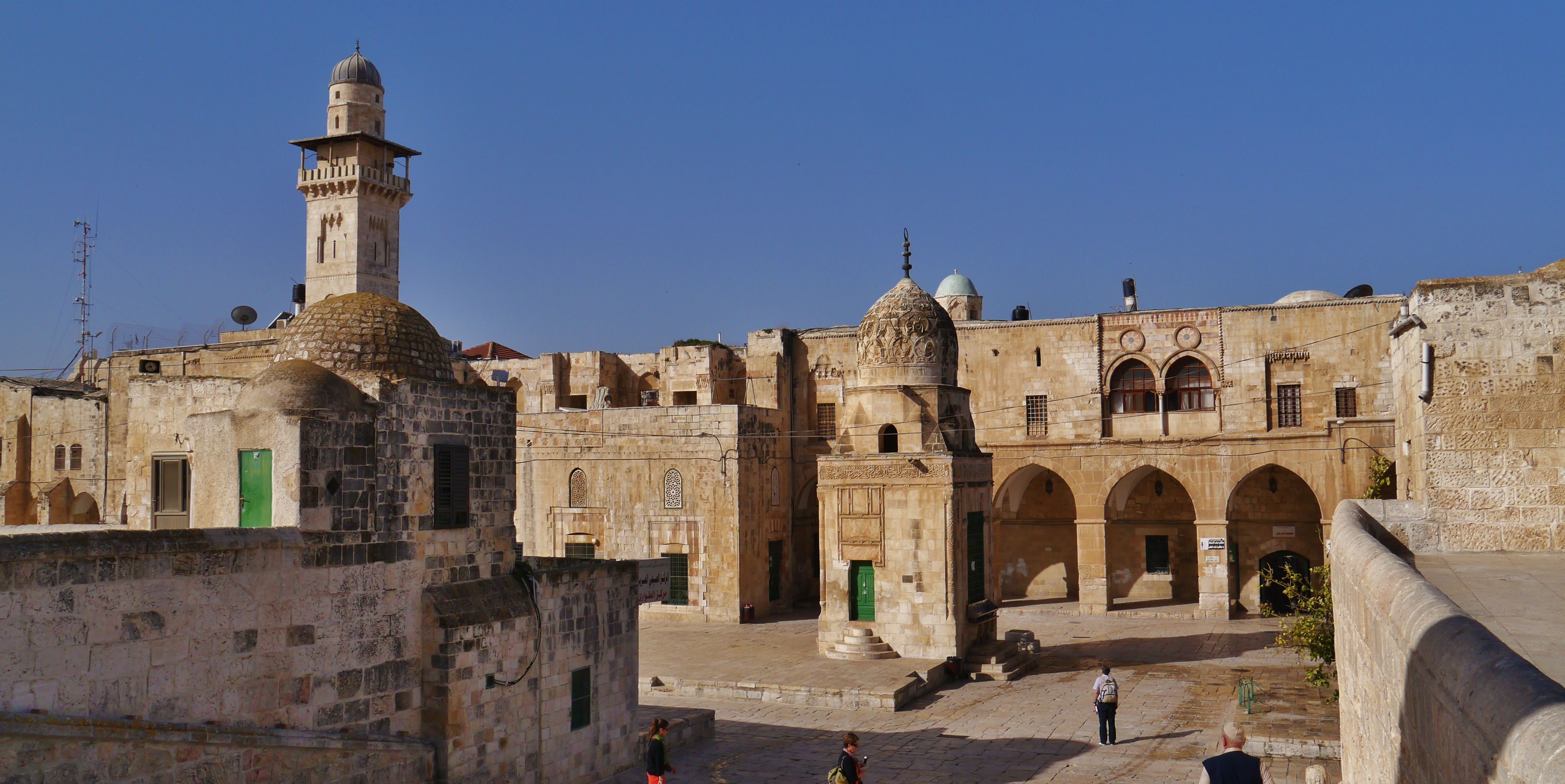

### Fordítás
- Ez a szócikk részben vagy egészben  a   Davidsstadt című német Wikipédia-szócikk fordításán alapul.  Az eredeti cikk szerkesztőit annak laptörténete sorolja fel. Ez a jelzés csupán a megfogalmazás eredetét és a szerzői jogokat jelzi, nem szolgál a cikkben szereplő információk forrásmegjelöléseként.
- Ez a szócikk részben vagy egészben  az   Old City (Jerusalem) című angol Wikipédia-szócikk fordításán alapul.  Az eredeti cikk szerkesztőit annak laptörténete sorolja fel. Ez a jelzés csupán a megfogalmazás eredetét és a szerzői jogokat jelzi, nem szolgál a cikkben szereplő információk forrásmegjelöléseként.